# Dreux
Pour les articles homonymes, voir Dreux (homonymie).
Dreux (prononcé [dʁø]) est une commune française située dans le département d'Eure-et-Loir en région Centre-Val de Loire. C’est la deuxième plus grande ville du département par sa population après Chartres.
En 2020, la communauté d'agglomération du Pays de Dreux rassemble 81 communes et dépasse les 115 000 habitants. La ville se situe dans le nord du département. Elle est également la capitale du Drouais.

## Géographie

### Localisation
La ville de Dreux est l'une des trois sous-préfectures du département d'Eure-et-Loir qui est limitrophe des Yvelines. Frontalière de la Normandie, proche de l'Île-de-France et de la Beauce, elle est un carrefour d'échanges et un lieu de passage entre régions d'économies complémentaires.
Dreux se trouve à 81,7 km à l'ouest de Paris par la N12, 81 km au sud de Rouen, 118 km au nord-est du Mans et à 35 km au sud d'Évreux (distance orthodromique).
À l'échelle régionale, Dreux se trouve à 100 km au nord-ouest d'Orléans, 128 km au nord de Blois, 158 km au nord-est de Tours, 200 km au nord-ouest de Bourges et 216 km au nord de Châteauroux.

À l'échelle départementale, Dreux se trouve à 33 km au nord-ouest de Chartres, 60 km au nord-est de Nogent-le-Rotrou et 74 km au nord de Châteaudun.
Les sept communes limitrophes de Dreux sont : Muzy, Montreuil, Cherisy, Sainte-Gemme-Moronval, Luray, Vernouillet et Vert-en-Drouais. Parmi elles, Muzy est la seule commune à ne pas faire partie de la communauté d'agglomération du Pays de Dreux.
| Muzy (Eure)     | Montreuil   | Cherisy               |
| Vert-en-Drouais | Dreux       | Sainte-Gemme-Moronval |
|                 | Vernouillet | Luray                 |

### Hydrographie

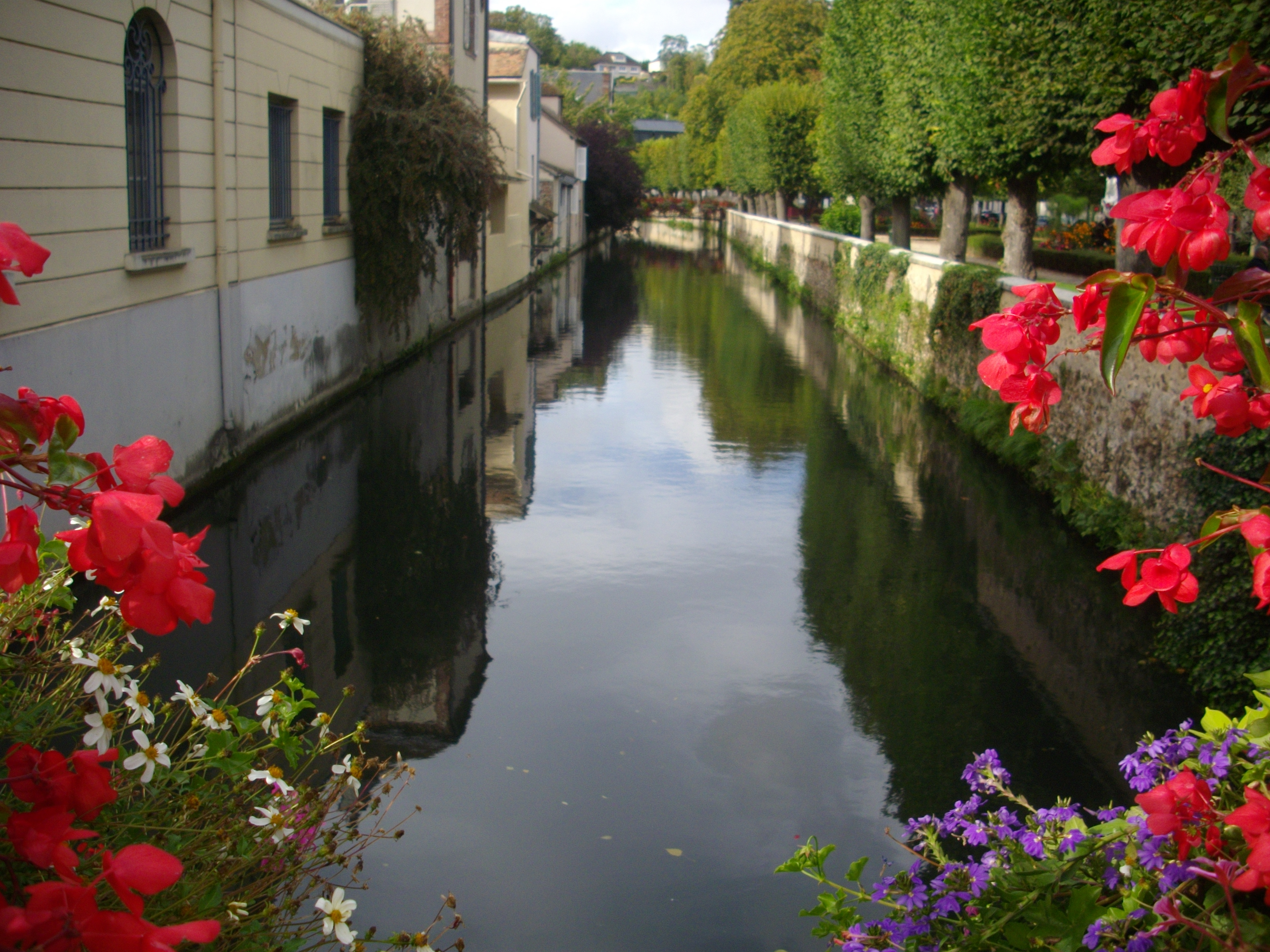
La Blaise à Dreux.

Le site de Dreux correspond à une cuvette au confluent de la Blaise, de l'Avre et de l'Eure.
Les rivières la Blaise et l'Avre sont deux affluents en rive gauche de l'Eure, elle-même affluent en rive gauche du fleuve la Seine.

### Climat
Le climat qui caractérise la commune est qualifié, en 2010, de « climat océanique dégradé des plaines du Centre et du Nord », selon la typologie des climats de la France qui compte alors huit grands types de climats en métropole. En 2020, la commune ressort du type « climat océanique altéré » dans la classification établie par Météo-France, qui ne compte désormais, en première approche, que cinq grands types de climats en métropole. Il s’agit d’une zone de transition entre le climat océanique, le climat de montagne et le climat semi-continental. Les écarts de température entre hiver et été augmentent avec l'éloignement de la mer. La pluviométrie est plus faible qu'en bord de mer, sauf aux abords des reliefs.
Les paramètres climatiques qui ont permis d’établir la typologie de 2010 comportent six variables pour les températures et huit pour les précipitations, dont les valeurs correspondent aux données mensuelles sur la normale 1971-2000. Les sept principales variables caractérisant la commune sont présentées dans l'encadré ci-après.
| Paramètres climatiques communaux sur la période 1971-2000 - Moyenne annuelle de température : 10,7 °C - Nombre de jours avec une température inférieure à −5 °C : 3,3 j - Nombre de jours avec une température supérieure à 30 °C : 3,8 j - Amplitude thermique annuelle : 14,4 °C - Cumuls annuels de précipitation : 624 mm - Nombre de jours de précipitation en janvier : 10,4 j - Nombre de jours de précipitation en juillet : 7,8 j |

Avec le changement climatique, ces variables ont évolué. Une étude réalisée en 2014 par la direction générale de l'Énergie et du Climat complétée par des études régionales prévoit en effet que la température moyenne devrait croître et la pluviométrie moyenne baisser, avec toutefois de fortes variations régionales. La station météorologique de Météo-France installée dans la commune et mise en service en 1996 permet de connaître l'évolution des indicateurs météorologiques. Le tableau détaillé pour la période 1981-2010 est présenté ci-après.
| Mois                                  | jan.          | fév.            | mars          | avril         | mai           | juin          | jui.         | août           | sep.          | oct.            | nov.          | déc.             | année     |
| ------------------------------------- | ------------- | --------------- | ------------- | ------------- | ------------- | ------------- | ------------ | -------------- | ------------- | --------------- | ------------- | ---------------- | --------- |
| Température minimale moyenne (°C)     | 1,6           | 2               | 3,5           | 5,2           | 8,8           | 11,5          | 13,3         | 13,5           | 10,8          | 8,3             | 4,6           | 1,7              | 7,1       |
| Température moyenne (°C)              | 4,1           | 5,2             | 7,7           | 10,3          | 14            | 17,1          | 19,1         | 19,3           | 16,1          | 12,2            | 7,5           | 4,2              | 11,4      |
| Température maximale moyenne (°C)     | 6,6           | 8,5             | 11,8          | 15,3          | 19,2          | 22,8          | 24,9         | 25             | 21,4          | 16,1            | 10,4          | 6,6              | 15,8      |
| Record de froid (°C) date du record   | −14 08.01.10  | −9,3 02.02.1998 | −8,3 01.03.05 | −3,4 11.04.03 | −1 13.05.10   | 2,4 04.06.01  | 6,8 31.07.07 | 4,4 29.08.1998 | 2 19.09.10    | −4,5 30.10.1997 | −10 30.11.10  | −10,6 29.12.1996 | −14 2010  |
| Record de chaleur (°C) date du record | 15,2 27.01.03 | 18,5 04.02.04   | 22,5 16.03.05 | 26,6 28.04.07 | 31,2 27.05.05 | 34,3 26.06.01 | 36 19.07.06  | 39,4 06.08.03  | 31,7 11.09.06 | 24,7 10.10.05   | 18,8 03.11.05 | 16,8 07.12.00    | 39,4 2003 |
| Précipitations (mm)                   | 41,6          | 38,6            | 40,6          | 38,4          | 47            | 46,9          | 57,8         | 39,2           | 39,2          | 60              | 48,8          | 59,2             | 557,3     |

## Urbanisme

### Typologie
Au 1er janvier 2024, Dreux est catégorisée centre urbain intermédiaire, selon la nouvelle grille communale de densité à 7 niveaux définie par l'Insee en 2022.
Elle appartient à l'unité urbaine de Dreux, une agglomération intra-départementale dont elle est ville-centre,. Par ailleurs la commune fait partie de l'aire d'attraction de Paris, dont elle est une commune de la couronne,.

### Occupation des sols
L'occupation des sols de la commune, telle qu'elle ressort de la base de données européenne d’occupation biophysique des sols Corine Land Cover (CLC), est marquée par l'importance des territoires artificialisés (51,4 % en 2018), en augmentation par rapport à 1990 (44,7 %). La répartition détaillée en 2018 est la suivante : zones urbanisées (33,9 %), forêts (22,8 %), terres arables (20,4 %), zones industrielles ou commerciales et réseaux de communication (15 %), prairies (3,5 %), espaces verts artificialisés, non agricoles (2,5 %), zones agricoles hétérogènes (1,8 %). L'évolution de l’occupation des sols de la commune et de ses infrastructures peut être observée sur les différentes représentations cartographiques du territoire : la carte de Cassini (XVIIIe siècle), la carte d'état-major (1820-1866) et les cartes ou photos aériennes de l'IGN pour la période actuelle (1950 à aujourd'hui).

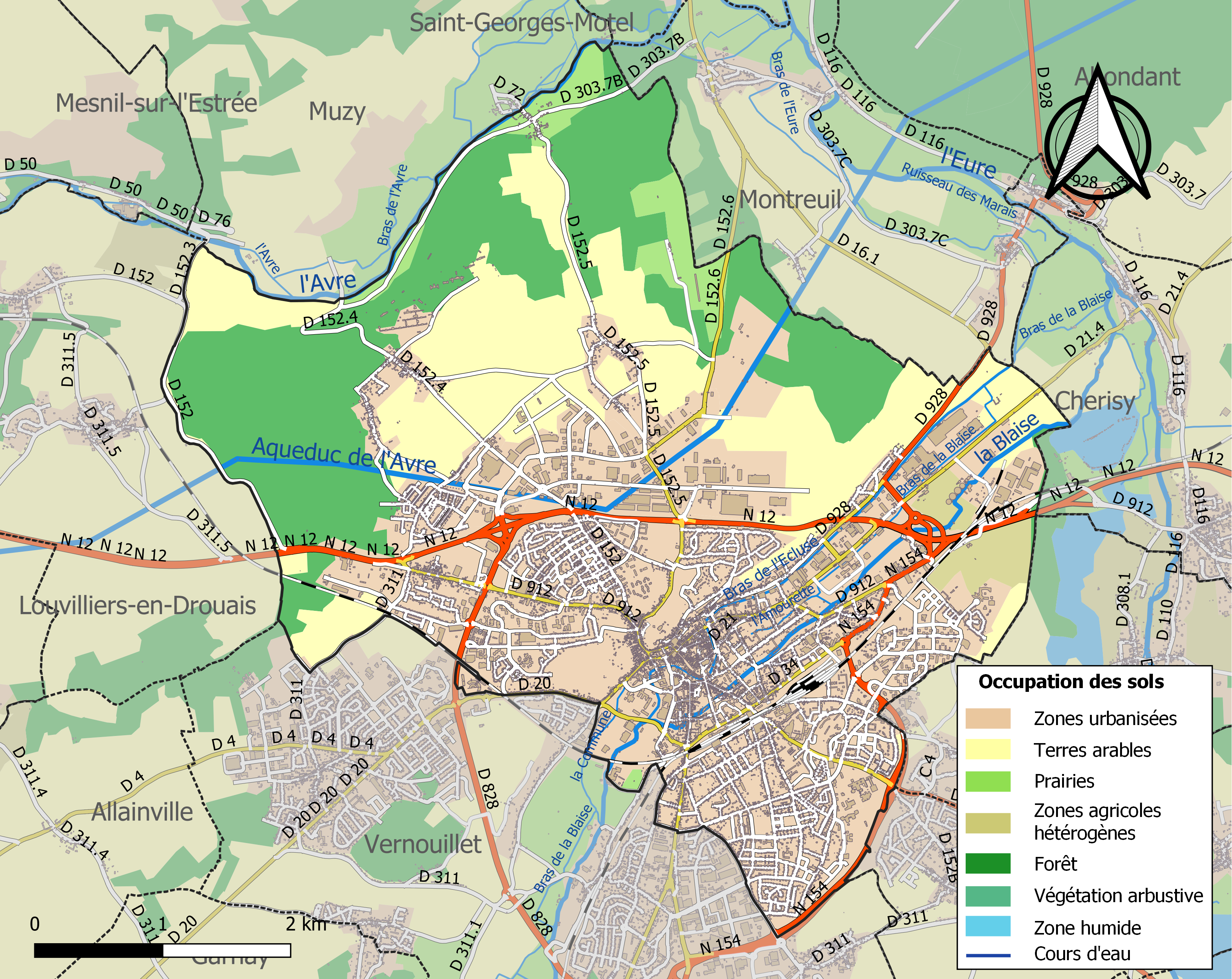
Carte des infrastructures et de l'occupation des sols de la commune en 2018 (CLC).

### Lieux-dits, hameaux et écarts
Dreux est une commune dont la morphologie est assez compacte, les parties habités sont plutôt regroupés. Cependant, on note trois hameaux habités, souvent regroupés sous le nom « Hameaux de Paul Bert » :
- Flonville (au nord), qui abrite notamment l'hippodrome de Flonville ;
- les Bas Buissons (à l'ouest), où l'on trouve le sanatorium de Dreux ;
- les Hauts Buissons (à l'ouest).

### Morphologie urbaine

Situation géographique
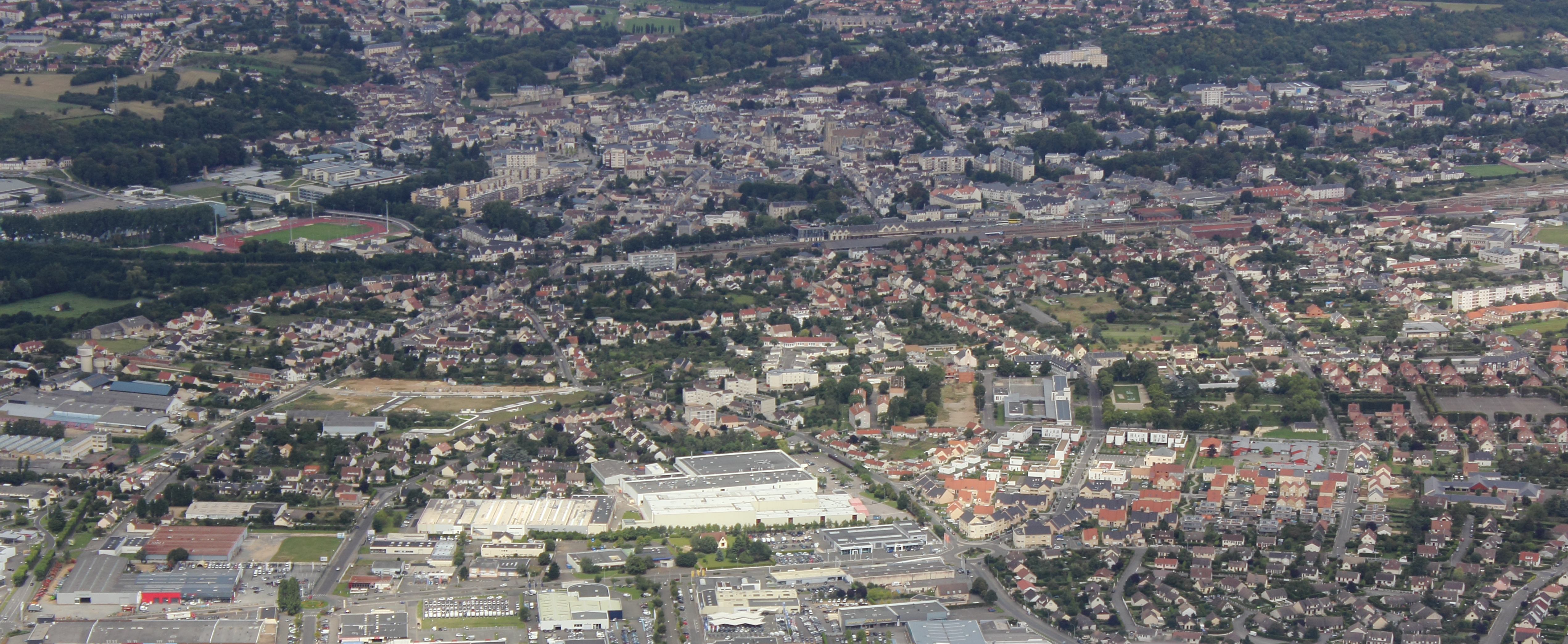
Vue aérienne de la ville de Dreux.
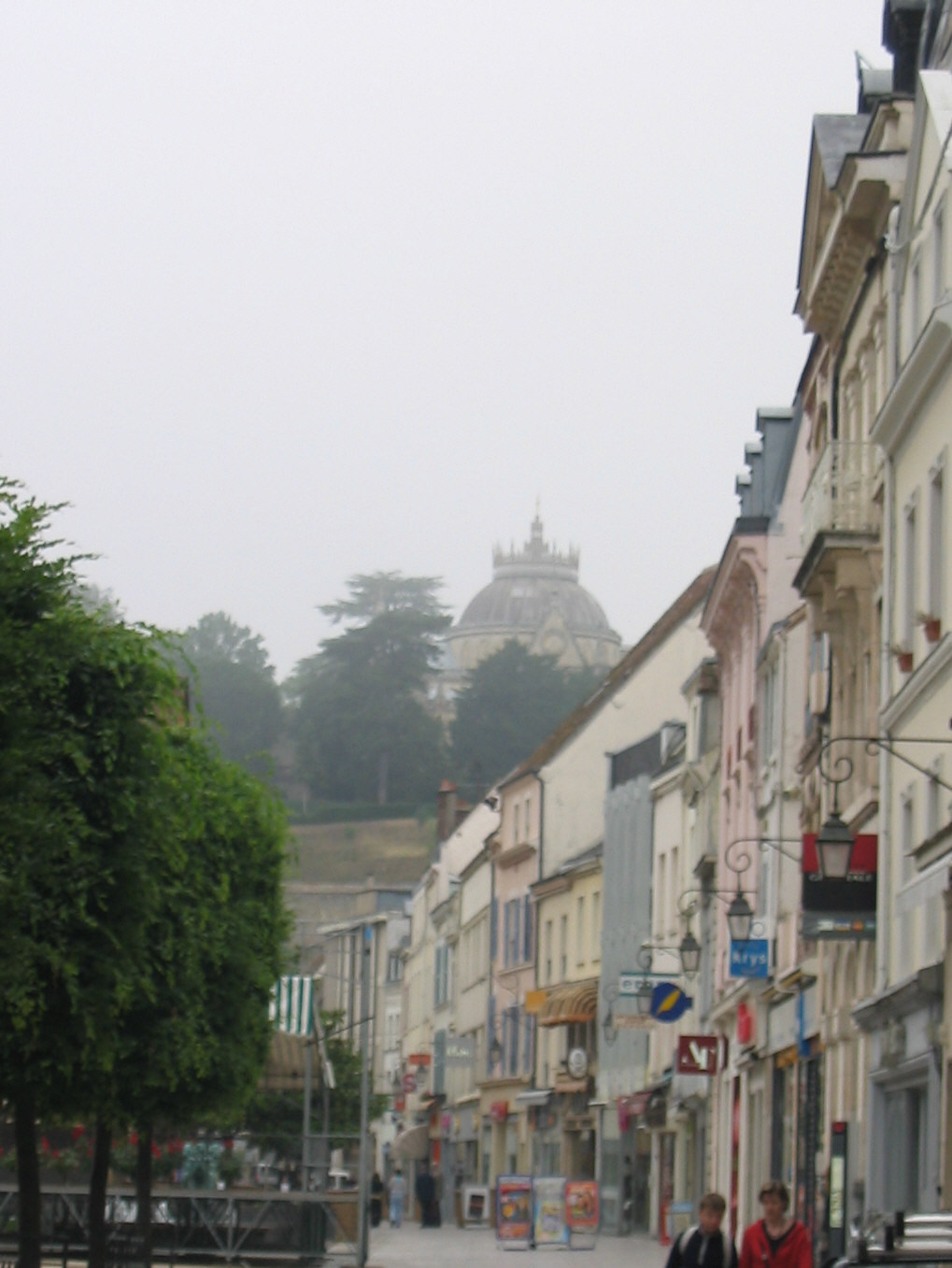
Le cœur de ville, la colline de la chapelle royale.

### Logement
En 2018, le nombre total de logements dans la commune était de 13 813. Parmi ces logements, 87,1 % étaient des résidences principales, 1,3 % des résidences secondaires et 11,6 % des logements vacants. Ces logements étaient pour 41,2 % d'entre eux des maisons individuelles et pour 58,5 % des appartements.
En 2018, 16,6 % des résidences principales ont été construites avant 1945, 66 % de 1946 à 1990 et 17,5 % depuis 1991.
|                                                         | Dreux | Eure-et-Loir | France entière |
| ------------------------------------------------------- | ----- | ------------ | -------------- |
| Résidences principales (en %)                           | 87,1  | 85,5         | 82,2           |
| Résidences secondaires et logements occasionnels (en %) | 1,3   | 6,1          | 9,7            |
| Logements vacants (en %)                                | 11,6  | 8,4          | 8,2            |

### Voies de communication et transports

#### Voies de communication

##### Axes ferroviaires
La ville est desservie par les lignes commerciales Paris - Granville, Paris - Argentan et Dreux - Argentan - Granville. Elle est aussi située sur la Ligne N du Transilien (branche Paris - Dreux).

##### Axes routiers
La situation de la ville correspond au carrefour entre un axe national Paris-Alençon et un axe de contournement de la région parisienne Rouen-Chartres-Orléans. Dreux est ainsi desservie par la route nationale 12 (à caractéristiques autoroutières) qui correspond à l'ancienne route du Perche (Paris-Mortagne-Alençon) vers la Basse-Normandie et, dans le futur, par une rocade autoroutière Rouen-Chartres en cours d'achèvement (A154 et RN 154). Dreux est à 74 km de Paris.

#### Transports

##### Transports ferroviaires

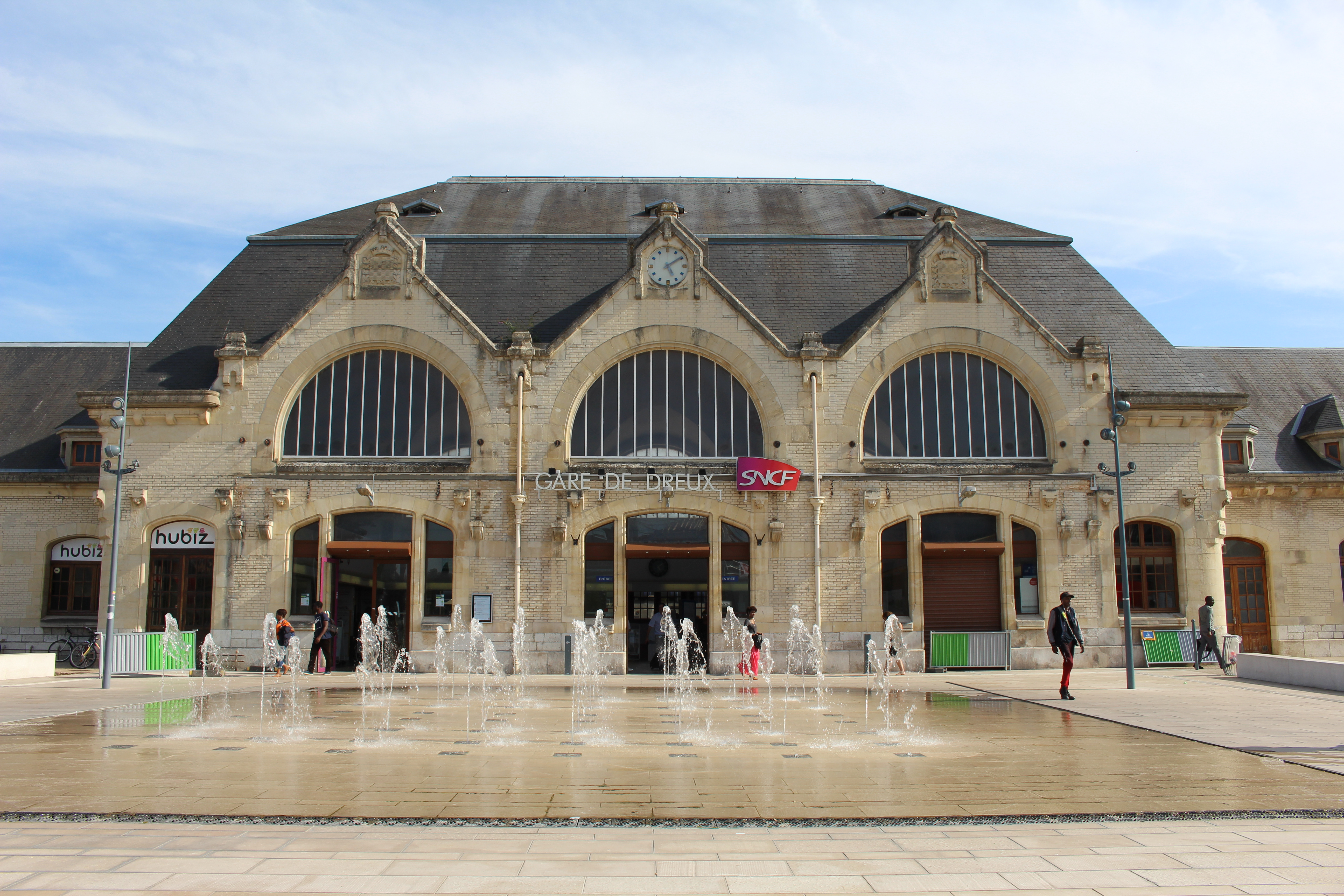
La gare en 2019.

La gare de Dreux est une gare de la Société nationale des chemins de fer français (SNCF) desservie par les trains des réseaux Intercités Normandie, TER Normandie et par la ligne N du Transilien (réseau Paris-Montparnasse). Elle dispose d'un bâtiment voyageurs avec guichet et de distributeurs automatiques de titres de transport régionaux.

##### Transports routiers
Dreux est desservie par une partie du réseau Réseau de mobilité interurbaine (Rémi), par la ligne 340 du réseau interurbain de l'Eure et par la ligne d'autocar SNCF TER Centre-Val de Loire, Dreux - Orléans.

##### Transports en commun

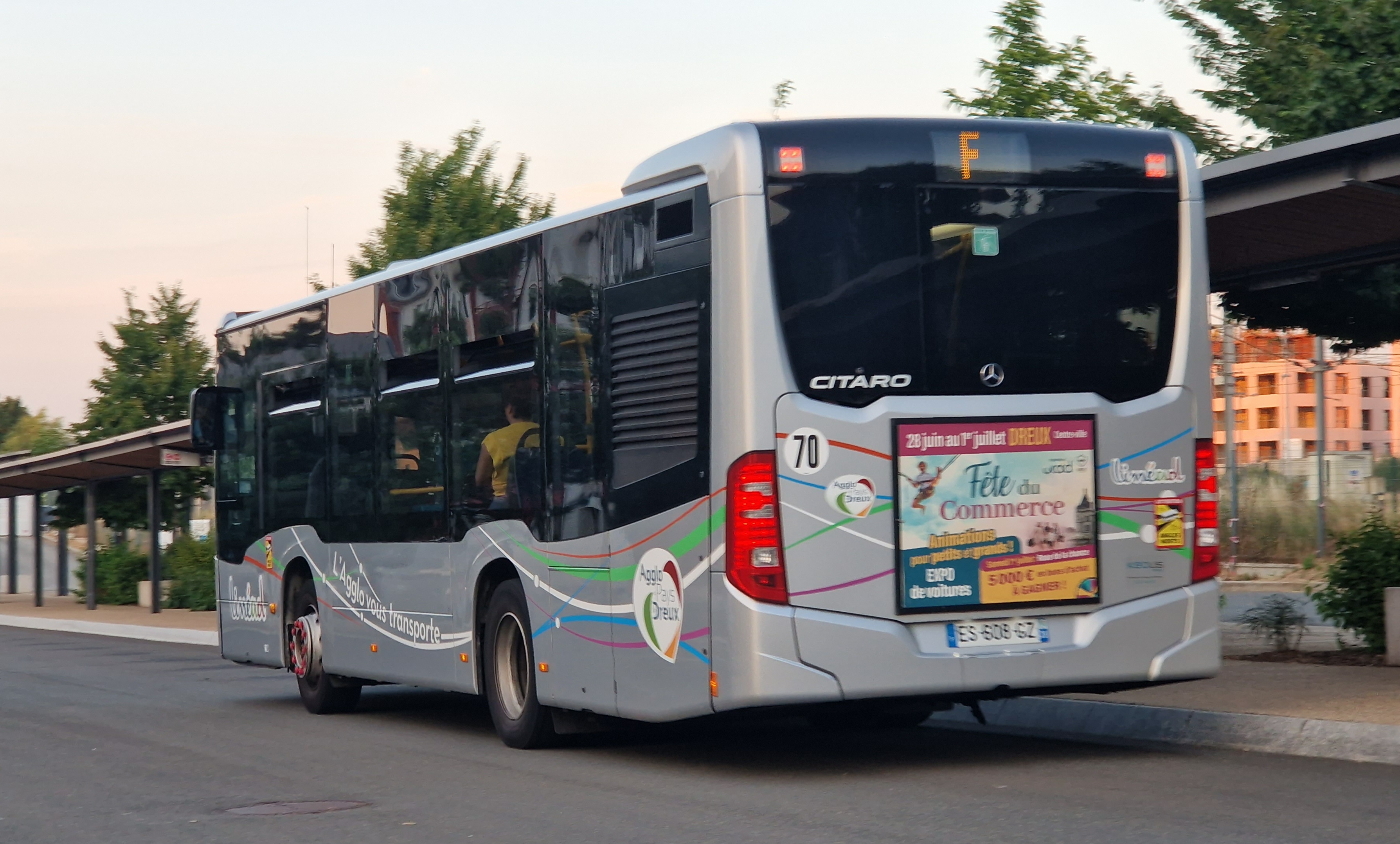
Un bus Linéad, dans la gare routière.

Le réseau de bus Linéad est le réseau urbain qui dessert la ville de Dreux et son agglomération. Il est composé de 5 lignes urbaines et de 5 lignes périurbaines.

### Risques majeurs
Le territoire de la commune de Dreux est vulnérable à différents aléas naturels : météorologiques (tempête, orage, neige, grand froid, canicule ou sécheresse), inondations, mouvements de terrains et séisme (sismicité très faible). Il est également exposé à un risque technologique, le transport de matières dangereuses. Un site publié par le BRGM permet d'évaluer simplement et rapidement les risques d'un bien localisé soit par son adresse soit par le numéro de sa parcelle.

#### Risques naturels
Certaines parties du territoire communal sont susceptibles d’être affectées par le risque d’inondation par débordement de cours d'eau et par ruissellement et coulée de boue, notamment l'Avre, la Blaise et l'Aqueduc de l'Avre. La commune a été reconnue en état de catastrophe naturelle au titre des dommages causés par les inondations et coulées de boue survenues en 1995, 1999, 2001, 2012 et 2018,.

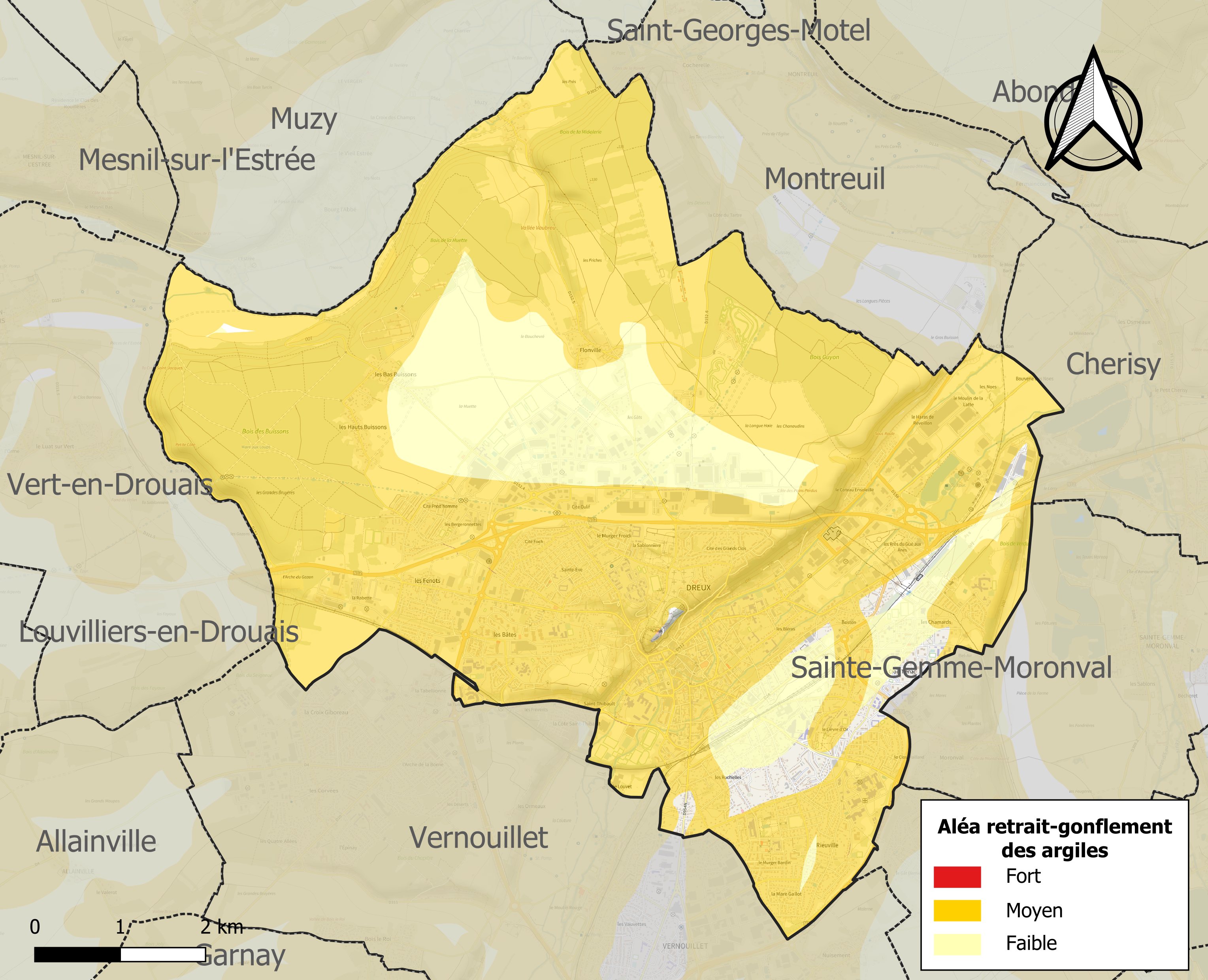
Carte des zones d'aléa retrait-gonflement des sols argileux de Dreux.

Les mouvements de terrains susceptibles de se produire dans la commune sont des mouvements de sols liés à la présence d'argile, des affaissements et effondrements liés aux cavités souterraines (hors mines) et des effondrements généralisés. L'inventaire national des cavités souterraines permet de localiser celles situées sur le territoire de la commune.
Le retrait-gonflement des sols argileux est susceptible d'engendrer des dommages importants aux bâtiments en cas d’alternance de périodes de sécheresse et de pluie. 80,8 % de la superficie communale est en aléa moyen ou fort (52,8 % au niveau départemental et 48,5 % au niveau national). Sur les 5 799 bâtiments dénombrés dans la commune en 2019, 4972 sont en aléa moyen ou fort, soit 86 %, à comparer aux 70 % au niveau départemental et 54 % au niveau national. Une cartographie de l'exposition du territoire national au retrait gonflement des sols argileux est disponible sur le site du BRGM,.
Concernant les mouvements de terrains, la commune a été reconnue en état de catastrophe naturelle au titre des dommages causés par la sécheresse en 2009 et par des mouvements de terrain en 1999 et 2002.

#### Risques technologiques
Le risque de transport de matières dangereuses dans la commune est lié à sa traversée par des infrastructures routières ou ferroviaires importantes ou la présence d'une canalisation de transport d'hydrocarbures. Un accident se produisant sur de telles infrastructures est en effet susceptible d’avoir des effets graves sur le bâti ou les personnes jusqu’à 350 m, selon la nature du matériau transporté. Des dispositions d’urbanisme peuvent être préconisées en conséquence.

## Toponymie
Le nom de la localité n'est attesté qu'au IVe siècle sous la forme Durocassis (Table de Peutinger), ensuite sous la forme Durocas (monnaie mérovingienne), puis Drocas vers 930 et Drewes au XIIe siècle.
Le nom primitif du lieu n'est pas connu. Le toponyme actuel résulte de l'évolution phonétique régulière de Durocassis, forme à l'ablatif pluriel, dérivée du nom de tribu des Durocasses, selon un processus courant au Bas Empire en Gaule et qui consiste à renommer les cités à partir du nom de la tribu dont elles sont le chef-lieu (cf. Troyes, Bayeux, Vieux, etc.).

## Histoire

### Antiquité
La localité était la civitas de la tribu gauloise des Durocasses.
Vers 463, Childéric pénétra dans le centre de la Gaule et défia les Wisigoths sous les murs d'Orléans. Peut-être que Dreux vit défiler ses bandes victorieuses lorsqu'elles effectuèrent leur retraite mais ni l'histoire ni les traditions ne mentionnent leur passage dans cette ville.
Les Francs commencent à prendre pied dans les Gaules, ils occupaient déjà Arras, Boulogne, Thérouanne, Tournai, Cambrai… On ne peut pas dire quel fut le sort de la ville de Dreux pendant cette époque de bouleversements, mais on suppose qu'elle dut beaucoup souffrir.
Clovis réunit les différentes provinces gauloises et fonda de cette manière l'unité de la nation franque. C'est de cette époque que date le droit de souveraineté des rois de France sur Dreux avec les partages successifs du royaume de Clovis entre ses descendants. Dans le premier partage, elle appartient à Clodomir, l'aîné des trois fils de Clotilde, qui possédera tout le centre de la Gaule. Childebert qui, dans le premier partage de l'héritage de son père, avait eu le Parisis, le Perche, la Normandie, s'adjugea avec l'Orléanais la ville de Dreux, limitrophe des provinces précitées. L'origine de Dreux est restée ensevelie dans les ténèbres des siècles accumulés. Ce n'est qu'à dater de l'époque de l'occupation romaine que cette ville commença à être mentionnée par les géographes sous le nom de Durocassio.
On doit l'Abbaye Saint-Marcel-lès-Chalon, ainsi que celle de Saint-Bénigne de Dijon, à Gontran ainsi qu'à ses frères Chérebert et Childéric. Les princes francs faisaient surtout consister leurs devoirs de chrétiens dans la construction des églises et la dotation des couvents. Très vraisemblablement, la petite église du château de Dreux lui dut aussi son existence, mais il est difficile de préciser l'époque de sa construction. Quant au nom de son fondateur, un hymne rapporté par Dorat donnerait lieu de penser que c'est Childebert qui a commencé à la faire bâtir ou qui a contribué seulement à son achèvement et à son embellissement. Certains récits émettent l'hypothèse que ce serait Childebert Ier qui aurait fait construire cette église primitive pour honorer un jeune martyr, Conobre, mort dans un combat sanglant. Le nom de Childebert attesterait de la haute antiquité de l'église, sur les ruines de laquelle s'éleva au onzième siècle la collégiale de Saint-Étienne de Dreux, surtout si Childebert est bien celui qui succéda à Clovis Ier en 511. Tous les historiens font de lui un grand fondateur d'églises, de monastères et d'hôpitaux ; mais ce point ne peut être éclairci que par des recherches consciencieuses sur le temps où vivait Mélor ou Méloire (il s'était adjugé la ville et le pays de Dreux après la mort de son frère Clodomir); recherches fort épineuses, attendu l'obscurité dont s'entourent les évènements de ces époques reculés.

### Moyen Âge

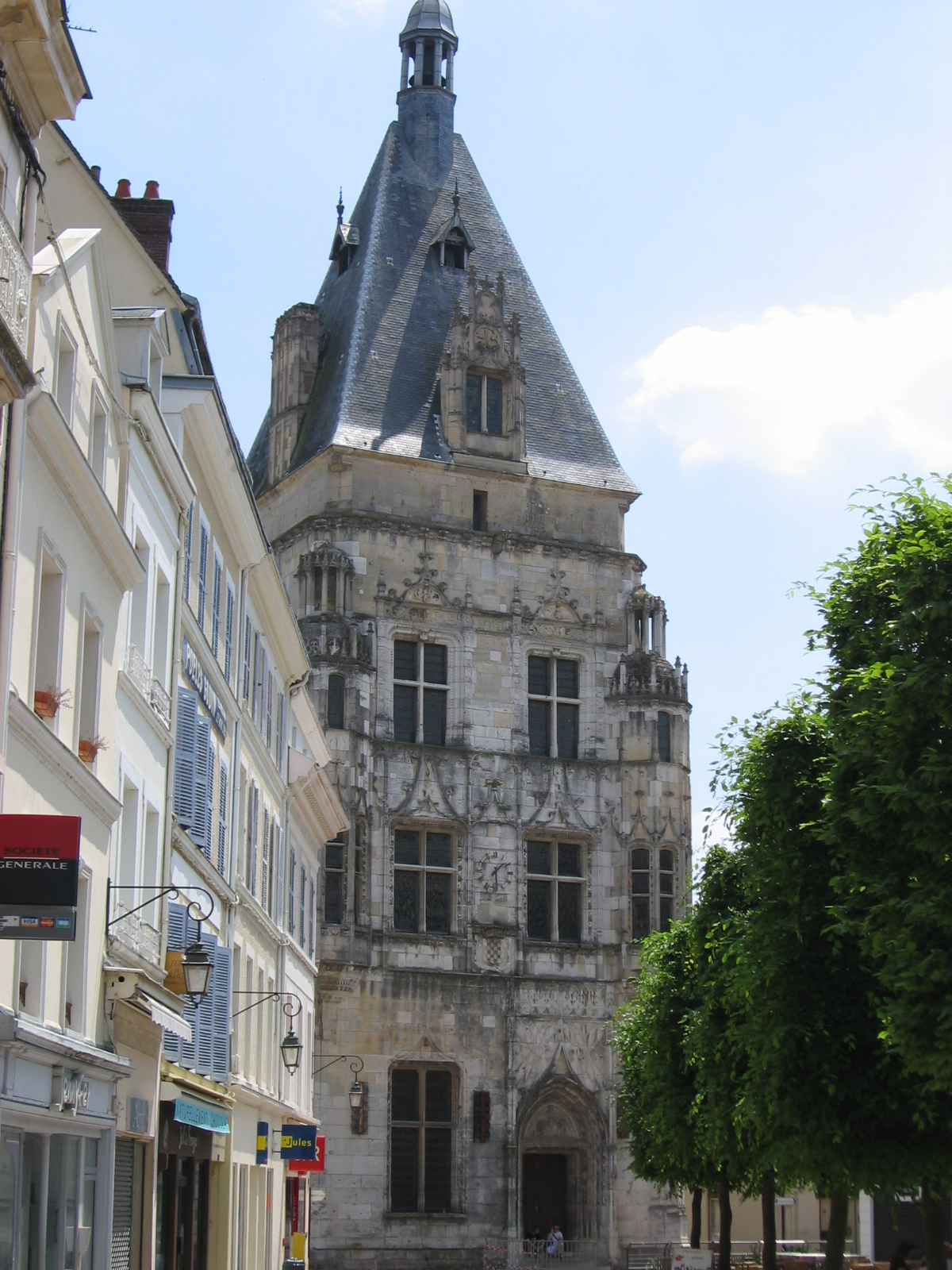
Le beffroi de Dreux, ancien hôtel de ville de style Louis XII, XVIe siècle.

Ville frontière du domaine royal français face au duché de Normandie, Dreux a longtemps commandé l'accès au royaume de France. Cela lui vaut d'avoir été convoitée par les ducs de Normandie et les comtes d'Anjou à de multiples reprises au fil de l'histoire.
Elle fut assiégée vers l'an 1000 par Richard II, duc de Normandie
On situe aux alentours de l'an mil la création et l'ouverture d'une halle marchande. Réputée notamment pour sa draperie, elle commerce avec les régions environnantes mais également les royaumes plus éloignés, comme la Bourgogne ou la Savoie.
La ville fut le chef-lieu d’un comté célèbre : elle fut érigée en commune par Louis le Gros vers 1108, ou même dès 1092 selon quelques-uns.
Elle est confirmée par Robert de Dreux en 1180, les bourgeois s’engageant alors à défendre la place contre les ennemis du roi.
Cette place forte soutint divers sièges. Elle fut assiégée en 1188 par Henri II d'Angleterre puis en 1412 par les Bourguignons pendant la guerre civile entre Armagnacs et Bourguignons, et en 1421 par Henri V d'Angleterre.

### Époque moderne
Au cours des guerres de Religion, le 19 décembre 1562, se déroula la Bataille de Dreux entre l’armée catholique et royale de Catherine de Médicis, régente du royaume de France et comtesse de Dreux, et les troupes protestantes du prince Louis de Condé et de l’amiral de Coligny. Les catholiques remportèrent la victoire, mais au prix de 8 000 morts laissés sur le champ de bataille.
La ville de Dreux fut ensuite assiégée à deux reprises par Henri IV en 1590, sans succès, puis en 1594, après quoi les fortifications de la ville furent démantelées.

### Époque contemporaine

#### XIXesiècle
En 1816, quelque 23 ans après le saccage, le 21 novembre 1793 lors du vandalisme révolutionnaire, de la collégiale Saint-Étienne, dont son père avait fait sa nécropole familiale, la duchesse d'Orléans, fille unique, seule héritière du duc de Penthièvre et mère de Louis-Philippe Ier, fait ériger la chapelle Saint-Louis sur la colline qui domine la ville.
Dreux était une ville étape de la chaîne des forçats. Celle-ci venait de Paris et, à son arrivée à Dreux, on y attachait également les condamnés à plus de dix ans de prison en provenance d'Évreux, de Chartres et d'Orléans. Les forçats passaient la nuit dans les caves de la rue de la grande falaise, avant de rejoindre le bagne de Brest ou celui de Lorient.
Le 30 septembre 1870, le ballon-poste Céleste piloté par Gaston Tissandier s'envole de l'usine à gaz de Vaugirard à Paris alors assiégé et termine sa course près de Dreux, après avoir parcouru 81 kilomètres.

#### Début duXXesiècle
Dans la nuit du 24 au 25 mai 1923, Pierre Quémeneur, accompagné de son associé en affaires Guillaume Seznec, a été vu pour la dernière fois à la gare de Dreux. Selon le premier témoignage de ce dernier, il a laissé son associé prendre un train pour Paris seul ; plus tard, l'enquête a évoqué la possibilité que Seznec et Quémeneur se soient arrêtés à la gare d'Houdan. Pierre Quémeneur ne fut jamais retrouvé. Guillaume Seznec a été condamné aux travaux forcés à perpétuité pour assassinat le 4 novembre 1924 par la cour d'assises de Quimper. Il fut envoyé au bagne de l'Île Royale jusqu'à sa grâce le 22 juin 1948. Aujourd'hui encore, le doute subsiste quant à la culpabilité de Seznec.

#### Seconde Guerre mondiale

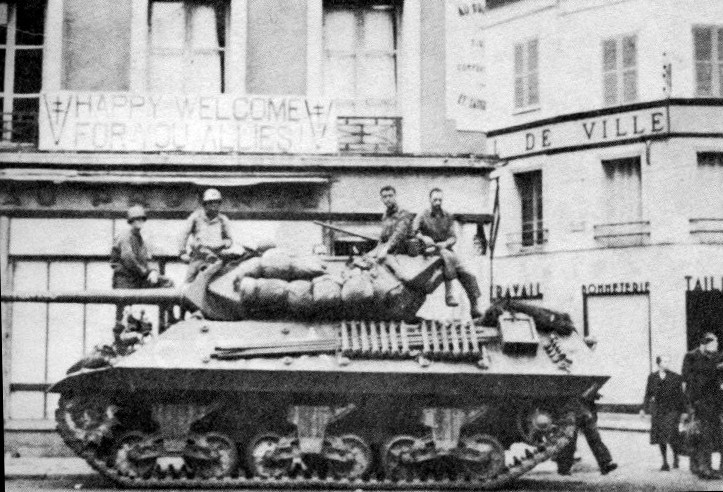
Chasseur de chars américain M10 Wolverine du 628th Tank Destroyer Battalion, Armored Division, dans les rues de Dreux à la Libération, en août 1944.

Durant la Seconde Guerre mondiale, Dreux connut l'occupation allemande de 1940 à 1944. Elle fut libérée le 16 août 1944 par le bataillon blindé américain du lieutenant Sam Isaacs, de la 5e Division blindée US (5th Armored Division US) C'est dans l'après-midi du mercredi 16 août 1944 que les premiers éléments de l'armée américaine entrent dans Dreux, sans grande résistance allemande. Le vendredi 18 août 1944, se tient une cérémonie à l'hôtel de ville, le capitaine Farjon, délégué militaire du gouvernement provisoire pour l'arrondissement de Dreux, réinstalle solennellement le maire de Dreux.
Dreux est l'héritière d'une longue tradition industrielle : papeterie et imprimerie (famille Firmin-Didot), draperie au XVIIIe siècle puis métallurgie (Grosdemouge, Facel, Potez). Les préoccupations sociales de la municipalité de l'époque de Maurice Viollette aboutissent à la création d'une des toutes premières sociétés d'Habitation à Bon Marché (HBM) en France. Le souci hygiéniste est ainsi à l'origine d'un habitat ouvrier (petits immeubles et surtout maisons collectives) qui entourent la vieille ville. Plusieurs établissements de cette période industrielle font progressivement faillite à partir de 1945.

#### Depuis 1945
De 1954 à 1964, Dreux accueille les usines de Facel Vega, marque automobile de prestige. À partir des années 1960, à cause d'une nouvelle génération d'industries, délocalisées depuis la région parisienne (radiotechnique, automobile, pharmacie), les entreprises utilisent des travailleurs immigrés (Maghreb, Portugal, Afrique subsaharienne). Des cités, au nord de la ville ancienne (Prudhomme) et au sud (Chamards), poussent dans les anciens champs de blé. Au total, la population de la ville double de 1945 à 1975.

## Politique et administration

### Contexte politique

#### La percée temporaire du Front national
Dreux vient à l'attention nationale en 1983 lorsque, à l'issue d'une seconde élection, le Front national y remporte sa première victoire électorale aux municipales et cogère la ville avec la droite classique (RPR-UDF) à la suite des élections municipales. La liste FN menée par Jean-Pierre Stirbois, qui avait ouvert une permanence à Dreux le 2 octobre 1982, après que les candidats du FN ont fait un bon résultat dans la ville aux élections cantonales de 1982, réalise un score sans précédent en atteignant 16,7 % des suffrages au 1er tour du scrutin, alors que la gauche obtient 40,5 % des voix et la liste RPR-UDF 42,8 %. Entre les deux tours, la liste FN fusionne avec celle menée par Jean Hieaux (RPR), qui deviendra maire après la victoire de cette alliance.
Jean Hieaux n'est pas isolé et est soutenu par une très grande majorité de la droite locale et des clubs de notables, qui voient le FN comme une force d'appoint permettant de faire revenir à droite la ville de Dreux, emportée par la gauche en 1977. Jacques Chirac conclut ainsi son discours à Rambouillet du 12 septembre 1983, le lendemain de l'élection : « Ceux qui ont fait alliance avec les communistes sont définitivement disqualifiés pour donner des leçons en matière de droits de l'homme et de règles de démocratie. (…) Je n'aurais pas du tout été gêné de voter pour la liste RPR-FN au second tour. Cela n'a aucune espèce d'importance d'avoir quatre pèlerins du FN à Dreux comparé aux quatre ministres communistes au conseil des ministres ».
Cet objectif sera réussi, Jean Hieaux restera maire de la ville jusqu'en 1995. L'alliance avec le FN est vite consommée ; dès les élections de 1989, le FN refait bande à part et sera de plus en plus marginalisé d'élection en élection. Cette perte de vitesse tient beaucoup au décès accidentel de Jean-Pierre Stirbois en 1988. C'est ensuite son épouse, Marie-France Stirbois, qui incarnera le FN à Dreux, en étant élue députée en 1989 lors d'une partielle, puis conseillère générale en 1992 (un seul mandat), puis députée européenne et conseillère régionale, avant de quitter définitivement la ville après les régionales de 1998 (échec de l'alliance droite/FN au conseil régional du Centre-Val de Loire), pour rejoindre Nice et la région PACA.
En octobre 1990, l'ancienne maire socialiste de 1977 à 1983, Françoise Gaspard, déjà auteur en 1984 d'un livre co-écrit avec sa future femme, Claude Servan-Schreiber, intitulé La Fin des immigrés, inspirée par le livre de l'historien américain William Sheridan Allen (1932-2013) ayant pour titre Une petite ville nazie, 1930-1935, sort un livre polémique : Une petite ville en France, faisant un parallèle entre la montée du Front national à Dreux et la montée du nazisme dans les années 1930 dans la petite ville allemande de Northeim (30 000 habitants). Sur la couverture de son livre traduit en anglais par Arthur Goldhammer, avec un avant-propos d'Eugen Weber, on peut y lire « A socialist mayor confronts neofascism »,.

#### Changer l'image de la ville
- Si vous ne connaissez pas le sujet, laissez ce bandeau (vous pouvez alors contacter les auteurs).
- Si vous supprimez le contenu mis en cause (vous pouvez préalablement contacter les auteurs),

argumentez précisément cette suppression dans la page de discussion
(un manque de référence n'est pas un argument ; une recherche réelle de référence doit avoir été effectuée, être formellement documentée).
L'éviction du FN du conseil municipal de Dreux ne doit rien au hasard et tout à l'action des Harkis qui constituent 6 % de la population de la commune. Cas unique d'une implication politique réussie des Harkis, ceux-ci, emmenés par Abd-el-Kader Hamiche, se sont alliés avec Jean Hieaux pour les élections municipales de 1989, permettant à celui-ci de se refaire une virginité en se débarrassant du Front National. Le FN progressivement marginalisé, Marie-France Stirbois, désespérée de réussir à s'y faire réélire, lui a donné le coup de grâce en partant pour Nice.
En 1995, Gérard Hamel (RPR) conserve la ville à droite en réalisant un aggiornamento rangeant de façon volontariste au rang des erreurs du passé l'éventualité d'une alliance droite/FN. À noter que lors de l'élection, le FN réalise 35,16 % au premier tour, ce qui amène le candidat socialiste à se désister au profit de Gérard Hamel.

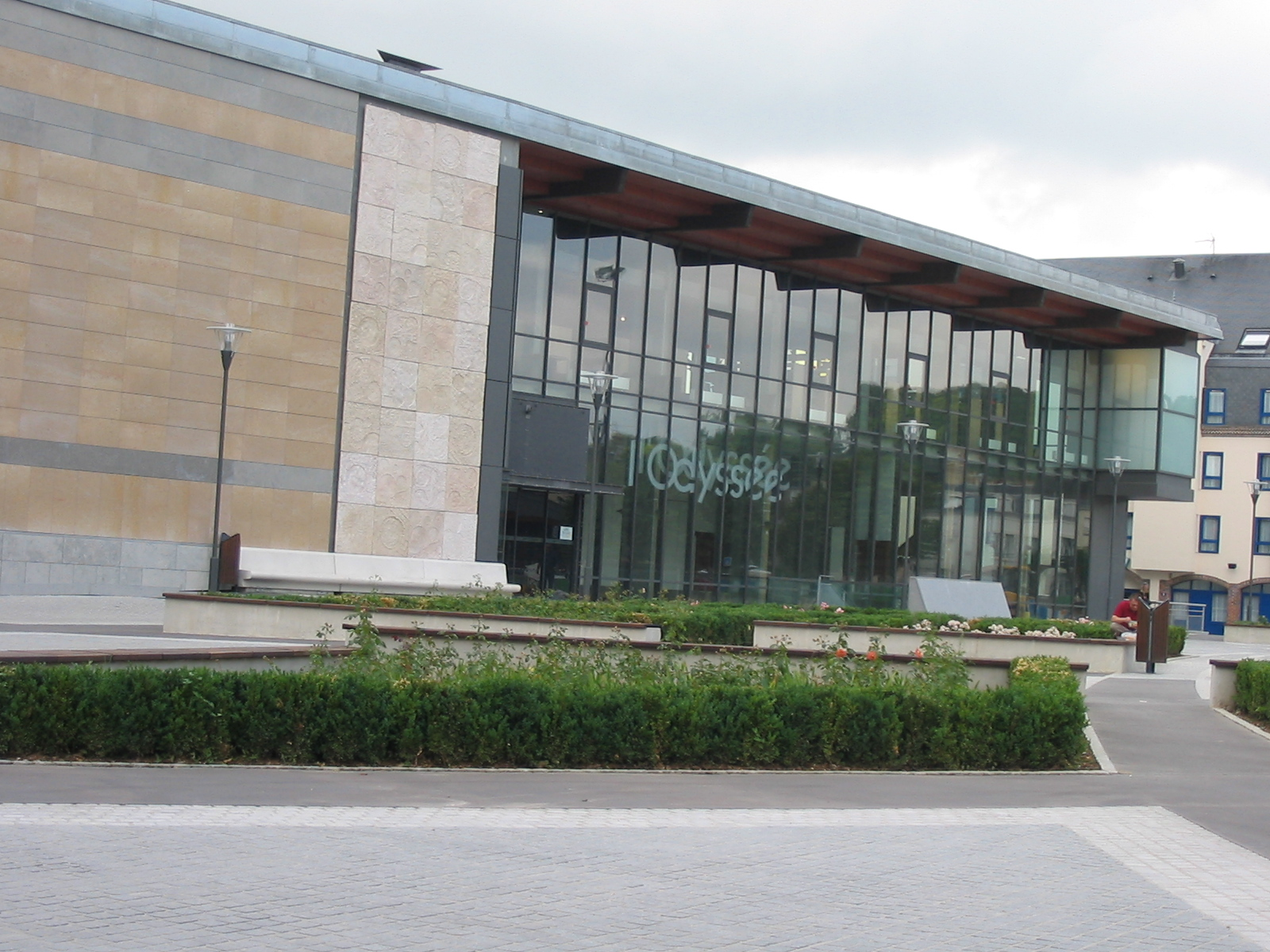
Centre culturel l'Odyssée.

Très marquée par un fort chômage dû à une difficile reconversion de son industrie (automobile, électronique), et par la gestion délicate d'une forte immigration multipliant les communautés toutes confrontées à une précarité sociale très importante, Dreux tente de changer son image qui repose encore sur un triptyque « Cité-dortoir industrieuse, quartiers difficiles, berceau du FN ». Elle mise sur de nouvelles filières économiques (industrie pharmaceutique) et sur une politique culturelle ambitieuse (création d'un grand pôle culturel, d'un centre d'art contemporain : l'Odyssée). Gérard Hamel est réélu en 2001.
Aux élections municipales de 2001, après la scission avec le MNR et le départ de Marie-France Stirbois, le Front national ne compte plus assez de militants pour constituer une liste.
En 2008, Gérard Hamel (UMP) est reconduit à la mairie de Dreux pour un troisième mandat consécutif.
En 2014, Gérard Hamel est reconduit à la mairie de Dreux pour un quatrième mandat consécutif.
En 2020, Pierre-Frédéric Billet, attaché du Ministère de l’Intérieur et ancien directeur de cabinet de Gérard Hamel, est élu maire de Dreux.

### Tendances politiques et résultats

#### Récapitulatif de résultats électoraux récents
| Scrutin             | 1er tour | 1er tour | 1er tour | 1er tour | 1er tour | 1er tour | 1er tour | 1er tour | 1er tour | 1er tour | 1er tour | 1er tour | 2d tour     | 2d tour     | 2d tour     | 2d tour     | 2d tour     | 2d tour     | 2d tour            | 2d tour            | 2d tour            | 2d tour            | 2d tour            | 2d tour            |
| Scrutin             | 1er      | 1er      | %        | 2e       | 2e       | %        | 3e       | 3e       | %        | 4e       | 4e       | %        | 1er         | 1er         | %           | 2e          | 2e          | %           | 3e                 | 3e                 | %                  | 4e                 | 4e                 | %                  |
| ------------------- | -------- | -------- | -------- | -------- | -------- | -------- | -------- | -------- | -------- | -------- | -------- | -------- | ----------- | ----------- | ----------- | ----------- | ----------- | ----------- | ------------------ | ------------------ | ------------------ | ------------------ | ------------------ | ------------------ |
| Municipales 2014    |          | UMP      | 42,62    |          | PS       | 20,81    |          | DVD      | 17,29    |          | FN       | 13,44    |             | UMP         | 48,09       |             | PS          | 23,65       |                    | DVD                | 16,24              |                    | FN                 | 12,00              |
| Européennes 2014    |          | FN       | 24,71    |          | UMP      | 23,49    |          | PS       | 13,58    |          | UDI      | 10,03    | Tour unique | Tour unique | Tour unique | Tour unique | Tour unique | Tour unique | Tour unique        | Tour unique        | Tour unique        | Tour unique        | Tour unique        | Tour unique        |
| Régionales 2015     |          | FN       | 26,86    |          | UDI      | 24,85    |          | PS       | 23,23    |          | EELV     | 11,28    |             | PS          | 38,60       |             | UDI         | 37,15       |                    | FN                 | 24,25              | Pas de 4e          | Pas de 4e          | Pas de 4e          |
| Présidentielle 2017 |          | LFI      | 29,67    |          | EM       | 21,46    |          | FN       | 17,06    |          | LR       | 15,39    |             | EM          | 73,08       |             | FN          | 26,92       | Pas de 3e ni de 4e | Pas de 3e ni de 4e | Pas de 3e ni de 4e | Pas de 3e ni de 4e | Pas de 3e ni de 4e | Pas de 3e ni de 4e |
| Législatives 2017   |          | LREM     | 30,26    |          | LR       | 23,56    |          | FN       | 12,47    |          | LFI      | 11,99    |             | LR          | 51,94       |             | LREM        | 48,06       | Pas de 3e ni de 4e | Pas de 3e ni de 4e | Pas de 3e ni de 4e | Pas de 3e ni de 4e | Pas de 3e ni de 4e | Pas de 3e ni de 4e |
| Européennes 2019    |          | RN       | 23,54    |          | LREM     | 19,86    |          | EELV     | 10,16    |          | LR       | 9,34     | Tour unique | Tour unique | Tour unique | Tour unique | Tour unique | Tour unique | Tour unique        | Tour unique        | Tour unique        | Tour unique        | Tour unique        | Tour unique        |
| Municipales 2020    |          | DVD      | 35,76    |          | DVD      | 15,16    |          | DVG      | 12,93    |          | LREM     | 11,93    |             | DVD         | 58,75       |             | SE          | 41,25       | Pas de 3e ni de 4e | Pas de 3e ni de 4e | Pas de 3e ni de 4e | Pas de 3e ni de 4e | Pas de 3e ni de 4e | Pas de 3e ni de 4e |

#### Élections présidentielles, résultats des deuxièmes tours
- Élection présidentielle de 2017[47] : 73,08 % pour Emmanuel Macron (LREM), 26,92 % pour Marine Le Pen (RN), 64,30 % de participation ;
- Élection présidentielle de 2012[48] : 62,78 % pour François Hollande (PS), 37,22 % pour Nicolas Sarkozy (UMP), 72,05 % de participation ;
- Élection présidentielle de 2007[49] : 54,55 % pour Ségolène Royal (PS), 45,45 % pour Nicolas Sarkozy (UMP), 77,59 % de participation ;
- Élection présidentielle de 2002[50] : 79,89 % pour Jacques Chirac (RPR), 20,11 % pour Jean-Marie Le Pen (FN), 72,11 % de participation.

#### Élections législatives, résultats des deuxièmes tours
Dreux est inclus dans la deuxième circonscription d'Eure-et-Loir.
- Élections législatives de 2017[51] : 51,94 % pour Olivier Marleix (LR), 48,06 % pour Claire Tassadit Houd (LREM), 33,09 % de participation ;
- Élections législatives de 2012[52] : 53,64 % pour Olivier Marleix (UMP), 46,36 % pour Gisèle Boullais (PS), 48,06 % de participation ;
- Élections législatives de 2007[53] : 54,78 % pour Gérard Hamel (UMP), 45,22 % pour Birgitta Hessel (PS), 49,74 % de participation ;
- Élections législatives de 2002[54] : 59,56 % pour Gérard Hamel (UMP), 40,44 % pour Birgitta Hessel (PS), 50,30 % de participation.

#### Élections départementales (résultats de Dreux)
- Élections départementales de 2015
  - Canton de Dreux-1 : Florence Henri et Christophe Le Dorven (Union de la Droite) 61,06 % des suffrages exprimés, Joséphine Gam et Edouard Gladczak (FN) 39,94 %, taux de participation de 34,87 %[55] ;
  - Canton de Dreux-2 : Sylvie Honneur et Jacques Lemare (UMP) 74,11 % des suffrages exprimés, Julien Auer et Emmanuelle Letellier (FN) 25,89 %, taux de participation de 39,7 %[56].
- Élections cantonales de 2011
  - Canton de Dreux-Sud[57] : 70,93 % pour Daniel Frard (PS), 29,07 % pour Dominique Desrues (FN), 34,93 % participation.
- Élections cantonales de 2008
  - Canton de Dreux-Est[58] : 45,63 % pour Alain Fillon (PS), 32,51 % pour Tayeb Touazi (NC), 54,16 % de participation ;
  - Canton de Dreux-Ouest[59] : 50,96 % Jacques Lemare (UMP), Valentino Gambuto 49,54 % (PS), 51,90 % de participation ;
- Élections cantonales de 2004
  - Canton de Dreux-Sud[60] : 50,74 % pour Daniel Frard (PS), 28,04 % pour Thérèse Denier-Dubos (UMP), 60,60 % de participation.

#### Élections régionales, résultats des deux meilleurs scores
- Élections régionales de 2015[61] : 38,60 % pour François Bonneau (Union de la Gauche), 37,15 % pour Philippe Vigier (Union de la Droite), 43,17 % de participation ;
- Élections régionales de 2010[62] : 53,28 % pour François Bonneau (PS), 32,59 % pour Hervé Novelli (UMP), 38,03 % de participation ;
- Élections régionales de 2004[63]: 49,53 % pour Michel Sapin (PS), 31,70 % pour Serge Vinçon (UMP), 52,77 % de participation.

#### Élections européennes, résultats des deux meilleurs scores
- Élections européennes de 2019 : Jordan Bardella (RN) 23,54 % des suffrages exprimés, Nathalie Loiseau (LREM) 19,86 %, taux de participation de 33,60 %[64] ;
- Élections européennes de 2014[65] : 24,71 % pour Bernard Monot (FN), 23,49 % pour Brice Hortefeux (UMP), 27,76 % de participation ;
- Élections européennes de 2009[66] : 28,34 % pour Jean-Pierre Audy (UMP), 14,86 % pour Henri Weber (PS), 27,69 % de participation ;
- Élections européennes de 2004[67] : 29,85 % pour Catherine Guy-Quint (PS), 18,46 % pour Brice Hortefeux (UMP), 33,46 % de participation.

#### Référendums
- Référendum de 2005 relatif au traité établissant une Constitution pour l’Europe[68] : 58,65 % pour le Non, 41,35 % pour le Oui, 56,44 % de participation ;
- Référendum de 1992 relatif à la ratification du traité sur l'Union européenne[69] : 53,63 % pour le Non, 46,37 % pour le Oui, 61,61 % de participation.

### Exécutif municipal

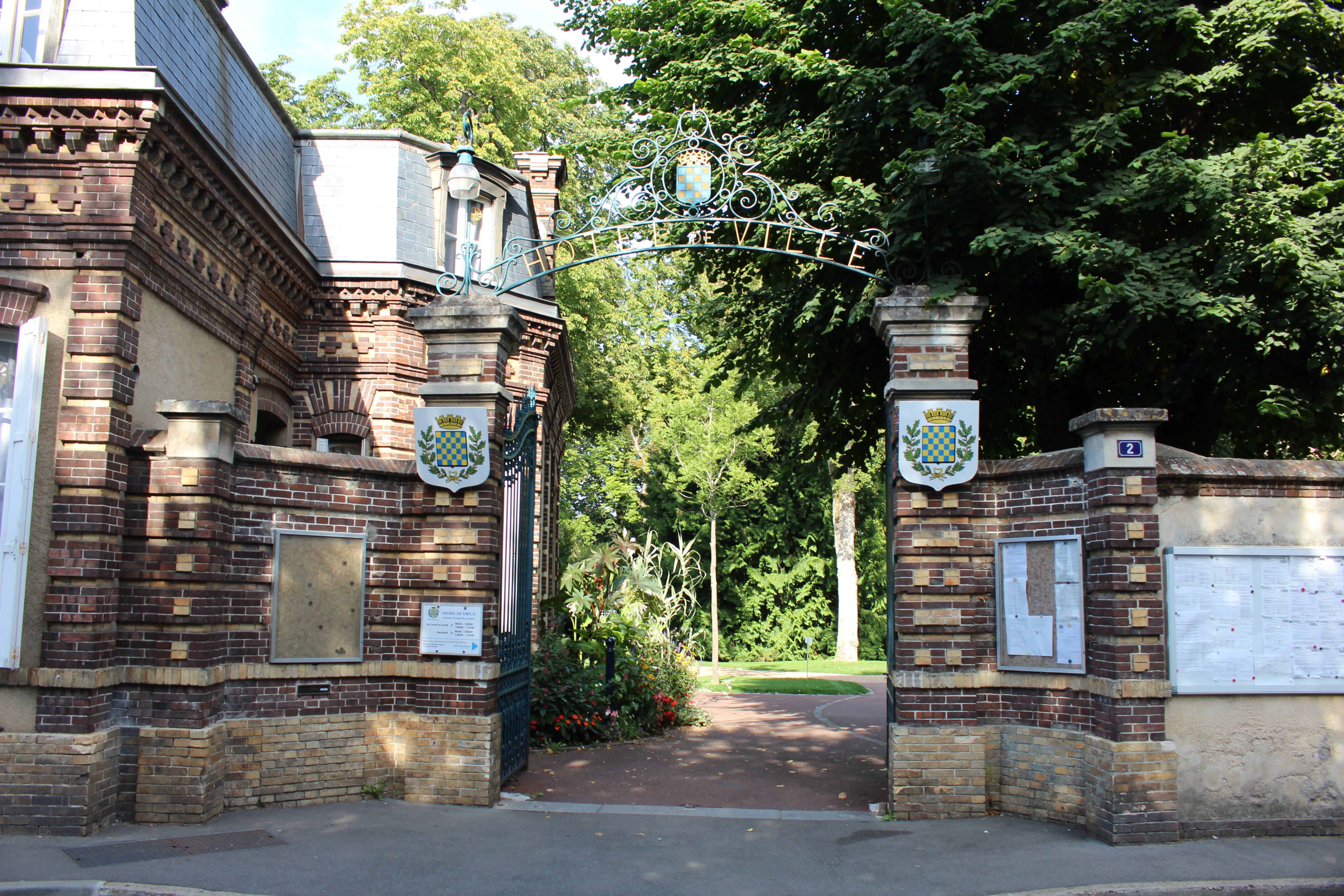
Entrée de l'hôtel de ville de Dreux.

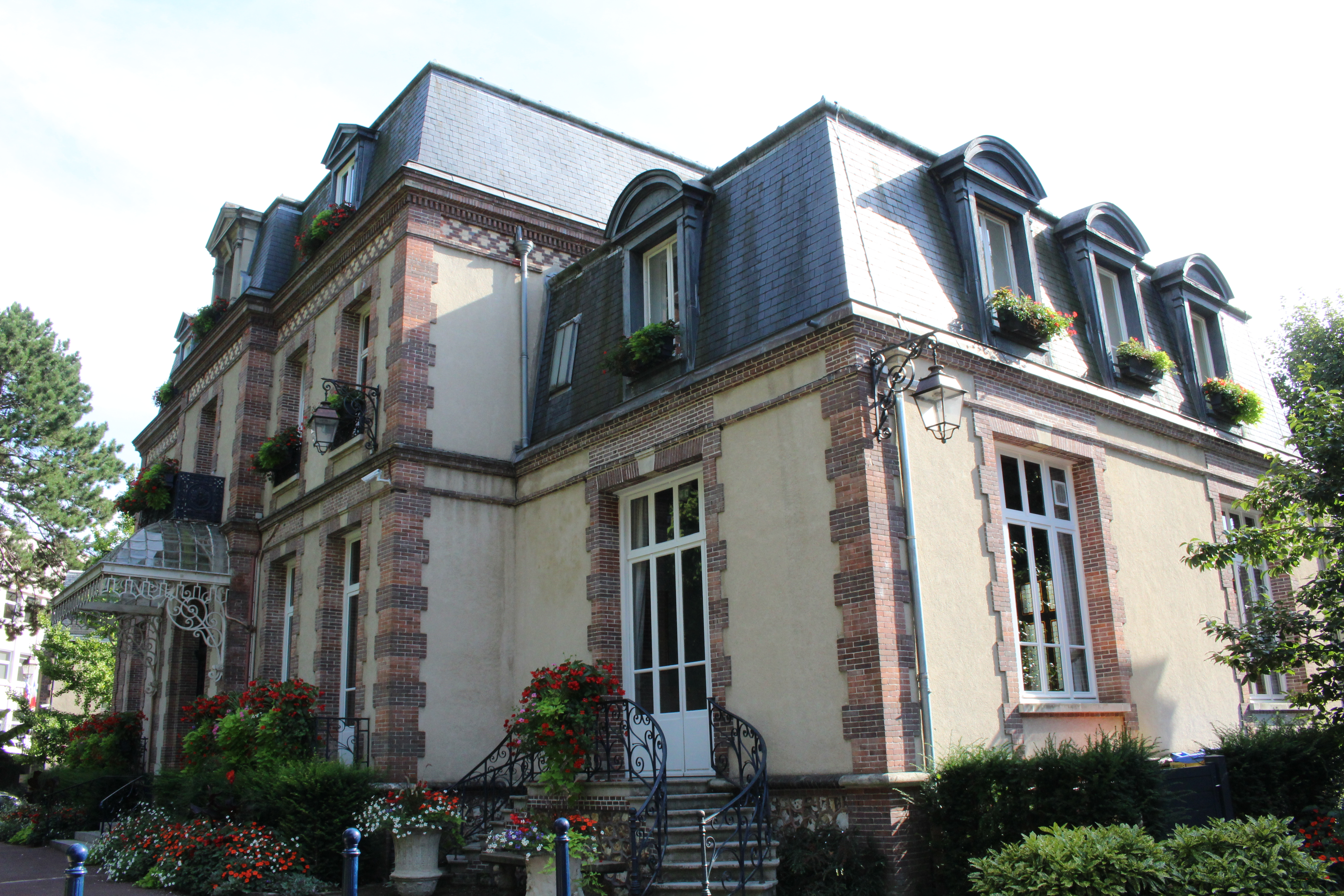
Bâtiment de l'hôtel de ville.

#### Élections municipales
Après l'annulation de l'élection municipale de mars 1983[réf. nécessaire], l'élection partielle qui suit, le 11 septembre 1983, voit le retour à droite de la ville avec l'alliance inédite du RPR et du Front national qui remportent l'élection avec 55,3 % des voix. Le secrétaire général du FN, Jean-Pierre Stirbois, devient maire-adjoint chargé de la sécurité. L'alliance ne sera pas reconduite lors des élections suivantes. En 1995, face à un FN à 35,16 % au premier tour, le candidat socialiste se désiste au profit du RPR Gérard Hamel. En 2001, le maire sortant est réélu. Il n'y avait pas de candidat frontiste lors de cette élection. Gérard Hamel est reconduit dans ses fonctions en 2008 et 2014. Il ne se représente pas en 2020.
Une grave crise interne à la majorité a éclaté en septembre 2022. Après le retrait de délégation à deux adjoints de la majorité, Aïssa Hirti et Jacques Alim, le maire en exercice a perdu 5 élus supplémentaires dont Josette Philippe, Conseillère régionale honoraire, Chevalier de la Légion d'Honneur. Ensemble, ils constituent désormais, à 7 élus, le groupe Divers Droites Dreux Au Coeur

#### Conseil municipal
Puisque la population drouaise se situe entre 30 000 et 40 000 habitants, le conseil municipal compte 39 membres.

### Intercommunalité

Carte de la communauté d'agglomération du Pays de Dreux (2018).

Depuis le 1er janvier 2014 Dreux est le siège la communauté d'agglomération du Pays de Dreux. Cette nouvelle intercommunalité occupe la partie eurélienne du Drouais et la partie Nord du Thymerais. Elle recouvre le périmètre du syndicat mixte du Pays Drouais, qui a été dissout lors de sa création et marque la fin de la communauté d'agglomération de Dreux agglomération à laquelle appartenait la commune.

### Cantons
Le nouveau découpage territorial du département d'Eure-et-Loir entré en vigueur à l'occasion des élections départementales de mars 2015, ramène ce nombre à deux cantons avec Dreux comme bureau centralisateur :
- Dreux-1 regroupant 13 communes ;
- Dreux-2 regroupant 13 communes.

### Sous-préfets et sous-préfecture

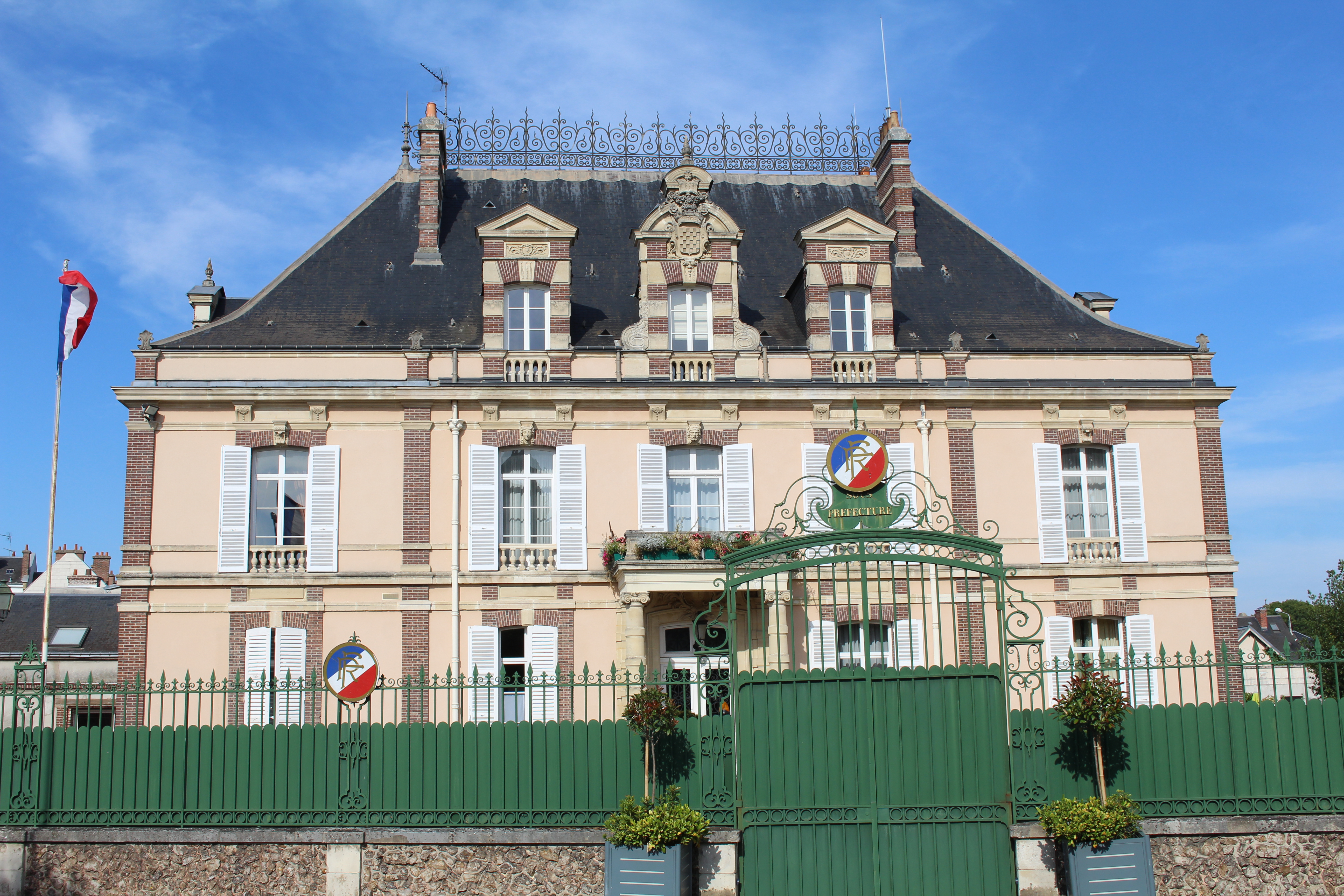
L'hôtel de sous-préfecture de Dreux, rue des Capucins.

Depuis la loi du 28 pluviôse de l'an VIII (17 février 1800) initiée par le Premier consul, Napoléon Bonaparte, la ville constitue le chef-lieu de l'arrondissement éponyme.
Le premier sous-préfet de l'arrondissement, Michel Pierre Mars y a été nommé le 4 mars 1800. Paul Deschanel y a été nommé sous-préfet le 30 décembre 1877. Au début de la seconde guerre mondiale, Jean Moulin, préfet d'Eure-et-Loir, prend l'initiative, du fait de la vacance de poste, de nommer le maire de Dreux, Maurice Viollette, sous-préfet intérimaire. Le 72e titulaire du poste, depuis le 4 novembre 2019 est le sous-préfet Xavier Luquet ; il a succédé aux sous-préfets Abdelkader Guerza (2011-2013), Frédéric Rose (2013-2015) et Wassim Kamel (2015-2019).
La sous-préfecture actuelle a été érigée, a cet effet, en 1858, sur l'emplacement de l'ancien Hôtel de Thourette, rue des Capucins.

### Politique environnementale
Dans son palmarès 2016, le Conseil National des Villes et Villages Fleuris de France a attribué trois fleurs à la commune au Concours des villes et villages fleuris.

### Jumelages
La ville dispose d'un comité de jumelage, qui organise régulièrement des échanges dans plusieurs domaines.
| Ville | Ville     | Pays | Pays         | Période     |
| ----- | --------- | ---- | ------------ | ----------- |
|       | Almeirim  |      | Portugal     | depuis 2018 |
|       | Bautzen   |      | Allemagne    | depuis 1992 |
|       | Evesham   |      | Royaume-Uni  | depuis 1977 |
|       | Koudougou |      | Burkina Faso | depuis 1972 |
|       | Melsungen |      | Allemagne    | depuis 1966 |
|       | Todi      |      | Italie       | depuis 1960 |

## Équipements et services publics

### Enseignement
Dreux est situé dans l'académie d'Orléans-Tours en zone B et les établissements présents sur son territoire sont placés sous l'autorité des services du directeur académique des services de l'Éducation nationale (DSDEN) d'Eure-et-Loir. Ces administrations représentent au niveau local le ministère de l'Éducation nationale qui pilote sur le plan national le système éducatif français. C'est la carte scolaire qui régit l'enseignement dans la commune. La ville dispose de plusieurs établissements scolaires soit d'enseignement public soit d'enseignement privé.

#### Enseignement primaire
Les établissements d'enseignement primaire de la commune appartiennent aux circonscriptions territoriales du premier degré de Dreux I et de Dreux II des services de la DSDEN d'Eure-et-Loir. Ces établissements scolaires se répartissent entre écoles maternelles et écoles élémentaires.

##### Les écoles maternelles
L'école maternelle est une école qui accueille de très jeunes enfants pour les préparer aux apprentissages fondamentaux de la lecture, de l'écriture et du calcul. C'est une période préparatoire à l'enseignement élémentaire : les objectifs essentiels sont la socialisation, la mise en place du langage, du nombre et du geste graphique.
Les établissements communaux sont :
- École maternelle Alphonse Daudet (Dreux I)
- École maternelle Docteur Semmelweis (Dreux I)
- École maternelle Hélène Boucher (Dreux I)
- École maternelle Marcelin Berthelot (Dreux I)
- École maternelle Paul Bert (Dreux I)
- École maternelle Victor Hugo (Dreux I)
- École maternelle Benjamin Rabier (Dreux II)
- École maternelle Condorcet (Dreux II)
- École maternelle Croix-Tiénac (Dreux II)
- École maternelle Florian-la-Fontaine (Dreux II)
- École maternelle Jean Zay (Dreux II)
- École maternelle Louise Michel (Dreux II)
- École maternelle privée de l'Institut Saint-Pierre Saint-Paul

##### Les écoles élémentaires
L'objectif principal de l'école élémentaire est d'enseigner aux enfants les savoirs fondamentaux tels que l'apprentissage de la lecture (lire), de l'écriture (écrire) et du calcul (compter). Les activités d'éveil (activités artistiques et ludiques) y restent importantes, surtout dans les premières classes.
Les établissements communaux sont :
- École élémentaire Gambetta (Dreux I)
- École élémentaire Godeau (Dreux I)
- École élémentaire Marcelin Berthelot (Dreux I)
- École élémentaire Paul Bert (Dreux I)
- École élémentaire Prévert-Beullac (Dreux I)
- École élémentaire Saint-Martin (Dreux I)
- École élémentaire Antoine de Saint-Exupery (Dreux II)
- École élémentaire Ferdinand Buisson (Dreux II)
- École élémentaire Jean Zay (Dreux II)
- École élémentaire Mendès France (Dreux II)
- École élémentaire Michelet I (Dreux II)
- École élémentaire Michelet II (Dreux II)
- École élémentaire privée de l'Institut Saint-Pierre Saint-Paul

#### Enseignement secondaire
Les établissements d'enseignement secondaire comprennent les collèges et les lycées dont l'enseignement est sanctionné par des diplômes.
Les collèges
La commune compte 5 collèges sur son territoire. L'enseignement s'y déroule sur quatre années de la 6e à la 3e et correspond au premier cycle des études du second degré. Elles sont sanctionnées par le DNB anciennement BEPC.
Les collèges de la commune sont :
- Collège Pierre et Marie Curie
- Collège Louis Armand
- Collège Albert Camus
- Collège Martial Taugourdeau
- Collège privé de l’Institut Saint-Pierre Saint-Paul

Les lycées
La commune compte 6 lycées sur son territoire. L'enseignement s'y déroule sur les trois dernières années de l'enseignement secondaire (seconde, première et terminale) suivant trois filières.
Les lycées de la commune sont :
- Lycée Édouard Branly qui prépare au baccalauréat général et au baccalauréat professionnel
- Lycée Rotrou qui prépare au baccalauréat général
- Lycée professionnel Gilbert Courtois qui prépare au baccalauréat professionnel
- Lycée professionnel Maurice Viollette qui prépare au baccalauréat professionnel
- Lycée professionnel privé De Couasnon qui prépare au baccalauréat professionnel
- Lycée privé de l'Institut Saint-Pierre Saint-Paul qui prépare au baccalauréat général

#### Enseignement supérieur
- IFSI : Dreux possède un Institut de formation des professions paramédicales
- Lycée Rotrou qui prépare aux BTS ABM, AGPP, MUC, QIAB
- Lycée Édouard Branly qui prépare aux BTS Électrotechnique et BTS Systèmes numériques.
- ISEIC : Prépare aux BTS AMA, MUC, NRC et Eormatioe

Dreux possède l'un des quatre CIO (Centre d'information et d'orientation) que compte le département d'Eure-et-Loir. Les informations proposées par les CIO peuvent être complétées par celles proposées sur le plan national par l'Onisep. Placé sous la tutelle commune des ministères de l'Éducation nationale et de l'enseignement supérieur et de la Recherche, cet organisme a pour vocation d'offrir toutes les informations sur les études et les métiers : formations, établissements formateurs, débouchés.

### Justice, sécurité, secours et défense

#### Sécurité
Dreux dispose d'un commissariat de la police nationale, place d'Evesham, à l'est du centre-ville. La ville dispose également d'une police municipale, en centre-ville.
En décembre 2021, Dreux a agrandi son réseau de vidéoprotection faisant appel à 171 caméras vidéo couvrant plusieurs espaces publics de la ville. Elles sont pilotées depuis le centre de supervision urbain de Dreux par 15 opérateurs, 24 heures sur 24.

## Population et société

### Démographie

#### Évolution démographique
L'évolution du nombre d'habitants est connue à travers les recensements de la population effectués dans la commune depuis 1793. Pour les communes de plus de 10 000 habitants les recensements ont lieu chaque année à la suite d'une enquête par sondage auprès d'un échantillon d'adresses représentant 8 % de leurs logements, contrairement aux autres communes qui ont un recensement réel tous les cinq ans,.

En 2022, la commune comptait 31 205 habitants, en évolution de +0,74 % par rapport à 2016 (Eure-et-Loir : −0,23 %, France hors Mayotte : +2,11 %).
| 1793  | 1800  | 1806  | 1821  | 1831  | 1836  | 1841  | 1846  | 1851  |
| ----- | ----- | ----- | ----- | ----- | ----- | ----- | ----- | ----- |
| 5 383 | 5 437 | 6 037 | 6 032 | 6 249 | 6 379 | 6 367 | 6 774 | 6 764 |

| 1856  | 1861  | 1866  | 1872  | 1876  | 1881  | 1886  | 1891  | 1896  |
| ----- | ----- | ----- | ----- | ----- | ----- | ----- | ----- | ----- |
| 6 498 | 6 940 | 7 237 | 7 418 | 7 922 | 8 254 | 8 719 | 9 364 | 9 718 |

| 1901  | 1906  | 1911   | 1921   | 1926   | 1931   | 1936   | 1946   | 1954   |
| ----- | ----- | ------ | ------ | ------ | ------ | ------ | ------ | ------ |
| 9 697 | 9 928 | 10 692 | 10 908 | 11 313 | 12 200 | 13 361 | 14 184 | 16 818 |

| 1962   | 1968   | 1975   | 1982   | 1990   | 1999   | 2006   | 2011   | 2016   |
| ------ | ------ | ------ | ------ | ------ | ------ | ------ | ------ | ------ |
| 21 588 | 29 408 | 33 101 | 33 379 | 35 230 | 31 849 | 32 723 | 30 536 | 30 977 |

| 2021   | 2022   | - | - | - | - | - | - | - |
| ------ | ------ | - | - | - | - | - | - | - |
| 30 879 | 31 205 | - | - | - | - | - | - | - |

#### Pyramide des âges
La population de la commune est relativement jeune. En 2018, le taux de personnes d'un âge inférieur à 30 ans s'élève à 42,4 %, soit un taux supérieur à la moyenne départementale (34,7 %). Le taux de personnes d'un âge supérieur à 60 ans (21,9 %) est inférieur au taux départemental (26,5 %).
En 2018, la commune comptait 14 757 hommes pour 15 907 femmes, soit un taux de 51,88 % de femmes, supérieur au taux départemental (51,12 %).
Les pyramides des âges de la commune et du département s'établissent comme suit :
| Hommes | Classe d’âge | Femmes |
| ------ | ------------ | ------ |
| 0,5    | 90 ou +      | 1,8    |
| 5,9    | 75-89 ans    | 7,7    |
| 13,5   | 60-74 ans    | 14,3   |
| 16,8   | 45-59 ans    | 17,3   |
| 18,5   | 30-44 ans    | 18,8   |
| 19,4   | 15-29 ans    | 19,2   |
| 25,3   | 0-14 ans     | 21,0   |

| Hommes | Classe d’âge | Femmes |
| ------ | ------------ | ------ |
| 0,8    | 90 ou +      | 1,9    |
| 7,1    | 75-89 ans    | 9,5    |
| 17,3   | 60-74 ans    | 18     |
| 20,6   | 45-59 ans    | 20     |
| 18,2   | 30-44 ans    | 18,2   |
| 16,2   | 15-29 ans    | 14,4   |
| 19,8   | 0-14 ans     | 18,1   |

#### Immigration
En 2020, la ville comptait 7 180 immigrés (personnes nées étrangères à l'étranger) sur une population totale de 30 744 habitants soit 23,35 % de sa population (la moyenne du département étant de 7,72 %).

### Manifestations culturelles et festivités
- L'été sous les Charmes : du 17 juillet au 22 août, en centre-ville, concerts gratuits tous les vendredis et samedis soir à 21 h ;
- La Fête des Vendanges et des Associations : en septembre, stands d'informations, dégustations, buvettes, artisanat, spectacles et démonstrations ;
- Festival Regards d'Ailleurs (Festival du film de Dreux) : Mars à Avril, au cinéma, théatre, lycée Rotrou …
- Foire de la Saint Denis : grande braderie annuelle
  - Braderie : dimanche et lundi ;
  - Fête foraine : samedi, dimanche, lundi ;
  - Vide-grenier : dimanche ;
  - Marché gastronomique et artisanal : samedi, dimanche, lundi.

Tout au long de ces trois jours, la ville organise des animations culturelles selon une thématique choisie chaque année.
- Carnaval des Flambarts : grande fête populaire, le carnaval des Flambarts a lieu chaque année à la mi-décembre. Carnaval, mais aussi marché de Noël, charivari, illuminations, régate et spectacle pyrotechnique marquent l’événement.

### Sports

#### Basket

##### Création de Dreux Basket
Le basket est déjà pratiqué à Dreux pendant la Seconde guerre mondiale. Jean Bruck, tout juste diplômé de l'Ileps de Versailles, souhaite relancer ce sport et une section basket-ball à l'Alliance de Dreux est officiellement créée le 17 décembre 1951, son président est Henri Genet. La première équipe est composée de Jean Bruck, Philippe Welsch, Jean Deleger, Jacques Massot, Christian Marie, Pierre Robert et Leroy. Les débuts ont lieu dans une très petite salle (7 mètres sur 5) située rue Desmousseaux, depuis détruite par un incendie. En 1952, la SNCF met sa salle des fêtes à sa disposition. En mai 1957, a lieu l'ouverture de la salle des Rochelles qui engendrera cette même année la création par Pierre Amiet d'une école de basket. Dix ans plus tard, en 1961, la section basket, présidée par Jean Cauchon, compte quarante-six licenciés, cinq équipes masculines, une école de basket où quarante-cinq enfants sont inscrits, et un comité de douze dirigeants.
En 1970 a lieu la fermeture de la salle de sports des Rochelles et l'inauguration en septembre de la salle municipale des sports aujourd’hui appelée le Palais des Sports. L'année suivante a lieu la création d'une section féminine qui a été créée par Robert Beret et sa fille Marie Claire.
En 1992 c'est la 40e année sportive du club. Gérard Vigeon devient président et une section baby mini est créée.

##### Palmarès et équipe du club
En 1958 l'équipe de l'alliance Dreux basket accède au championnat de promotion d'excellence Régionale F.F.B.B puis en 1974 l'équipe première masculine accède pour la première fois au Championnat de France F.F.B.B. En 1975, la section féminine fusionne avec la section masculine. L’équipe féminine accède au Championnat de Promotion d’excellence régionale F.F.B.B et elle remporte pour la première fois la coupe d'Eure-et-Loir. L'équipe première masculine descend en excellence régionale et quitte la Division IV. Lors de la saison 1992-1993,le club compte cette année-là 217 licenciés, un record. On constate à la fin de cette saison une nette progression des jeunes de l’école de basket.
La saison 2011-2012 est très difficile pour le club de basket drouais avec la descente de l’équipe première en région après neuf saisons en Nationale 3. On remarque une forte baisse de licenciés elle passe de 303 à 271 licenciés. Cette baisse est due au fait que le club a limité les inscriptions dans les catégories minimes et cadets garçons pour mieux les encadrer. Quinze équipes sont engagées.

#### Autres activités sportives
- Le Circuit de l'Ouest Parisien est un circuit automobile, véritable référence pour les habitants d'Île-de-France, où se déroule l'Épreuve de Rallycross de Dreux appartenant au Championnat de France de Rallycross, ainsi qu'en 2012 une manche du Championnat d'Europe de Rallycross.
- Le Stade Jean-Bruck accueille les compétitions des différentes équipes de différents sports (football, football américain, tennis, handball, basket-ball…).
- Le FC Drouais a participé une fois à un 1/32 de finale de la Coupe de France. Ce club joue actuellement en 5e division française du football.
- Le RC Drouais a participé à multiples reprises à la compétition nationale Fédérale 3. Ce club de rugby évolue actuellement en Régionale 1 Honneur

### Médias
Dreux abrite plusieurs médias dont la diffusion s'étend aux villes environnantes.

#### Presse écrite
- La ville a abrité pendant plus d'un siècle un journal hebdomadaire: L'Action républicaine. Fondé en 1902 par Maurice Viollette le journal était diffusé sur Dreux et son agglomération ainsi que sur les cantons de La Ferté-Vidame, Brezolles, Nonancourt, Saint-André-de-l'Eure, Anet, Nogent-le-Roi, Châteauneuf-en-Thymerais et Senonches. Le journal a fermé ses portes en janvier 2010, quelques années après avoir été repris par le groupe Publihebdos.
- La ville édite Dreux.com, le magazine d’information institutionnel de la ville. Il est distribué tous les deux mois dans la boite aux lettres des Drouais.

#### Station de radio
- RTV (Radio Trois Vallées) est la radio locale de Dreux. Elle diffuse actualité et musique sur la fréquence 95.7 de la bande FM et est le haut-parleur du monde associatif et culturel du pays drouais.
- Radio Grand Ciel est une radio associative chrétienne qui développe une programmation généraliste à dimension départementale. Elle diffuse depuis 1991 à partir de son studio de Dreux sur la fréquence 97.7 de la bande FM.

### Cultes

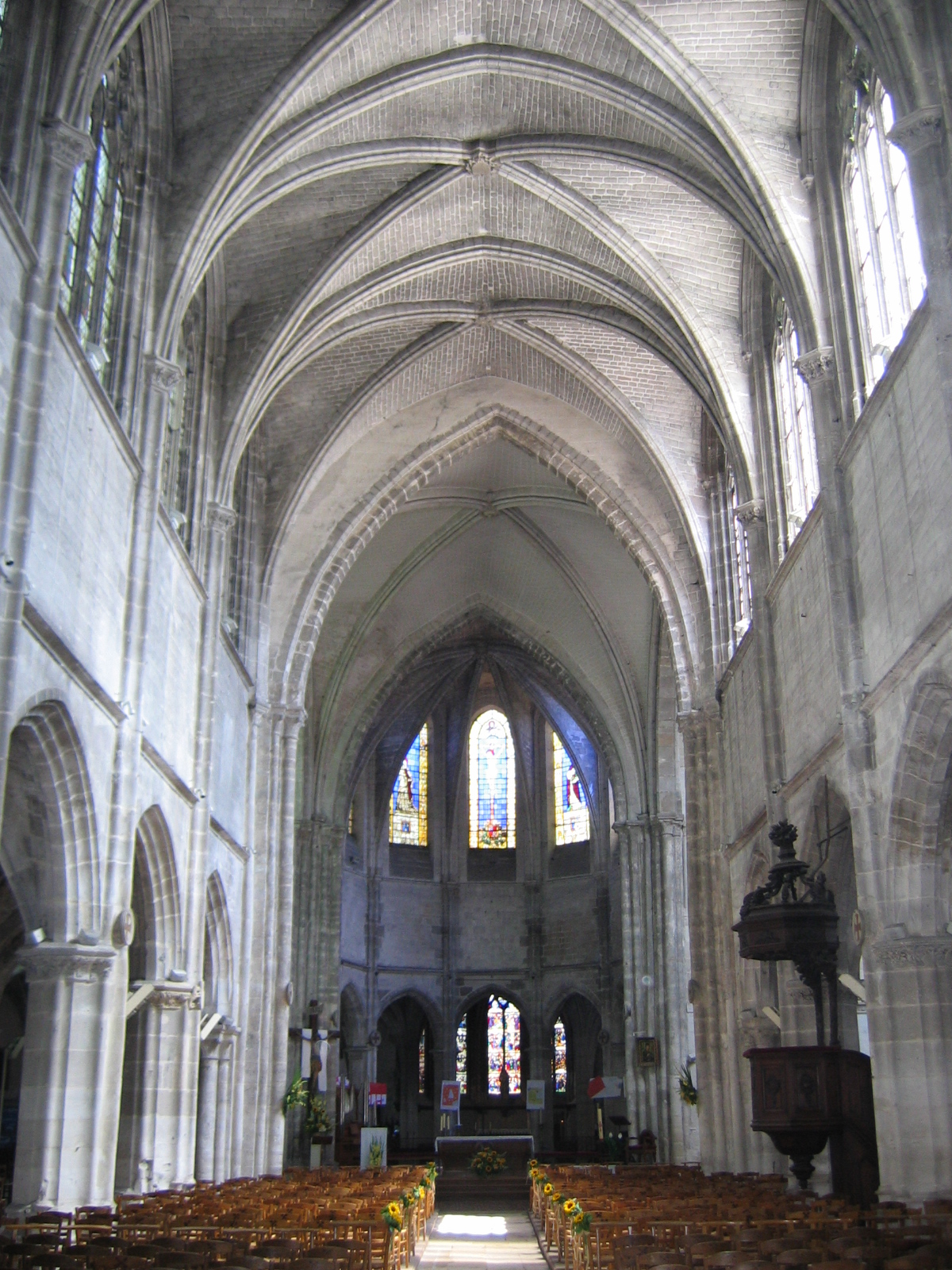
La nef de l'église Saint-Pierre.

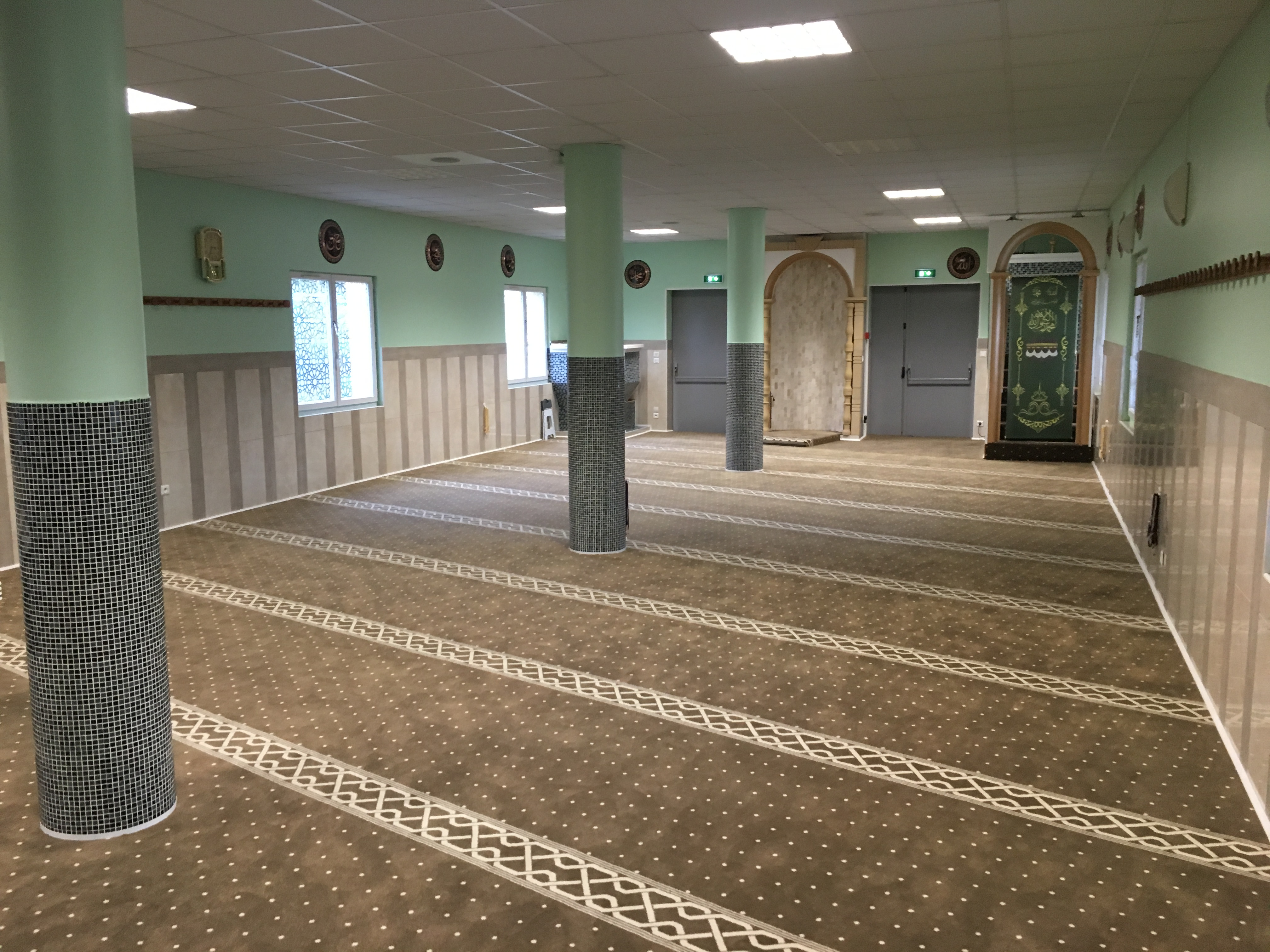
Intérieur de la Mosquée Turque de Dreux.

- Catholicisme : Dreux dépend du diocèse de Chartres. La ville appartient à la paroisse Saint-Étienne-en-Drouais et au doyenné du Drouais[92]. La paroisse compte quatre églises à Dreux[93] : Saint-Pierre, Sainte-Ève (Ève de Dreux est la patronne de la ville), Saint-Michel et Notre-Dame-des-Rochelles. Dreux accueille également la Chapelle royale qui abrite les sépultures de la famille d'Orléans.
- Protestantisme : Dreux abrite un temple qui appartient au consistoire de Paris Sud-Ouest[94].
- Évangélisme : Dreux accueille un temple évangélique[95].
- Judaïsme : Dreux possède une synagogue qui dépend du consistoire régional du Centre-Ouest. La présence d'une communauté juive à Dreux est attestée par la littérature des Tossafistes. Elle a reçu Rabbi Abraham ibn Ezra, de passage entre 1155 et 1157. Elle a participé en 1160 au synode de Troyes dirigé par Rabbenou Tam. Au XIIIe siècle, Rabbi Salomon Ben Yehouda a dirigé à Dreux une académie talmudique et on lui doit une codification de lois de Pessa'h[96].
- Islam : Dreux accueille plusieurs lieux de culte musulmans, notamment les mosquées Es-Sounna et Benkhoufache. Certains musulmans sont issus de familles kabyles de la région des Babors arrivées en France à partir de 1962[97].
- Bouddhisme : Dreux compte un des deux centres bouddhistes d'Eure-et-Loir[98].

## Économie
La zone d'influence économique de la ville de Dreux dépasse largement les frontières actuelles du Pays drouais, notamment vers les communes limitrophes du département de l'Eure, des Yvelines et le canton eurélien de Nogent-le-Roi.
La ville dispose d'une antenne de la Chambre de commerce et d'industrie d'Eure-et-Loir.

### Secteurs d'activités
Dreux est la capitale de Polepharma, « cluster » qui regroupe plusieurs entreprises de l'industrie pharmaceutique (notamment Leo Pharma, Ipsen, Norgine et Bailly-Creat) au sein du premier bassin européen de production pharmaceutique.

### Entreprises de l'agglomération
Sur l'ensemble de l'agglomération, Dreux met à disposition des entreprises différentes structures :
- deux pépinières d’entreprises (tertiaire et artisanale)
- un hôtel d’entreprises
- douze villas d’entreprises
- un parc d'activités d'entreprise « LA RADIO » qui comprend entre autres le groupe Intelcia, spécialisé dans les centres d’appels, devenu le premier employeur privé du bassin économique local[100]. Il ne cesse d’embaucher et accroître ses effectifs sur son site de la place des Châtelets. Est également présente la société Dammann Frères, spécialisée dans le thé haut de gamme.
- un parc d'activités « Les Livraindières »
- un parc d'activités « Porte Sud »

Le parc commercial des Coralines, situé à proximité de la RN 12 regroupe une galerie marchande d'une vingtaine de boutiques, un hypermarché et de nombreuses enseignes (équipement de la personne, sport et loisirs, équipement de la maison, restauration, automobile, jardinerie, services).
Parmi les entreprises d'envergure nationale ayant leur siège à Dreux, citons Day by day, mon épicerie en vrac.

## Culture locale et patrimoine

### Patrimoine religieux

#### Domaine de la chapelle royale Saint-Louis
Le domaine de la chapelle royale Saint-Louis, XIVe siècle, nécropole de la famille d'Orléans, est située dans l'enceinte du château de Dreux,  Classé MH (1977).

#### Église Saint-Pierre
L'église Saint-Pierre est classée monument historique sur la liste de 1840.
La construction de l'édifice s'étale du XIIIe siècle au XVIIe siècle. La plus grande partie, celle qui est visible actuellement, a été bâtie au XVe siècle, après la guerre de Cent Ans et les destructions dues au siège de 1421 par Henri V d'Angleterre. Tout en travaillant à l'édification du beffroi de la ville, Clément Métezeau, réalise dès 1524 la façade restée inachevée qui illustre aujourd'hui encore ce qu'on appellera a posteriori le style Louis XII.
Au début du XVIIe siècle, on ajoute le bras sud du transept qui accueillera l'orgue sous le Second Empire. Cette dernière partie à l'élévation extérieure de style classique, reprend pourtant les grandes lignes intérieures de l'architecture médiévale, afin de ne pas créer de rupture avec le reste de l'édifice, et reste typique du gothique des temps moderne, au même titre que la cathédrale d'Orléans, la nef inachevée de Narbonne ou encore le transept nord de Nantes.

#### Ancien hôtel-Dieu
L'ancien hôtel-Dieu date du XVIe siècle et son tour des enfants trouvés du XIXe siècle,  Inscrit MH (1982). Ce dernier, en activité de 1812 à 1837, reçut en tout près de 500 enfants, soit une moyenne de 20 enfants abandonnés par an.
La plaque gravée sur le pignon nord-est mentionne :

« Salle d'exposition -

Cette salle fut la chapelle

de l'ancien hôtel-Dieu 1100-1910

Sa construction entreprise

en 1562 se termina vers 1600

La charpente fut offerte

par Catherine de Médicis, reine

de France et comtesse de Dreux »

L'ancienne chapelle, devenue lieu d'exposition, conserve notamment la Bataille de Dreux, huile sur toile monumentale (5,35 × 6,80 m) offerte par Louis-Philippe en 1846 (collection du musée d'Art et d'Histoire de Dreux),.

Patrimoine religieux
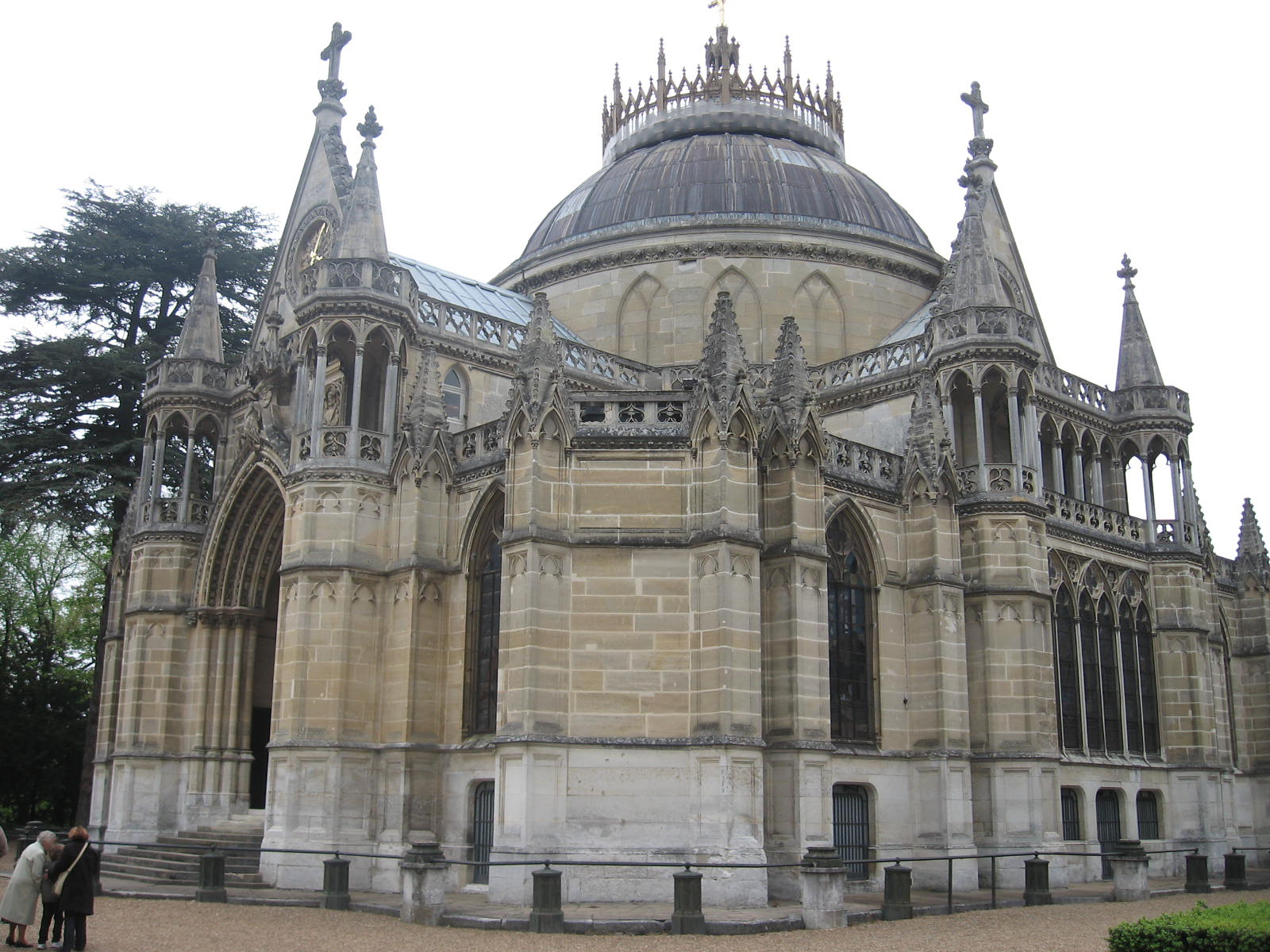
Chapelle royale, nécropole depuis 1816 des Orléans dans l'enceinte du château.
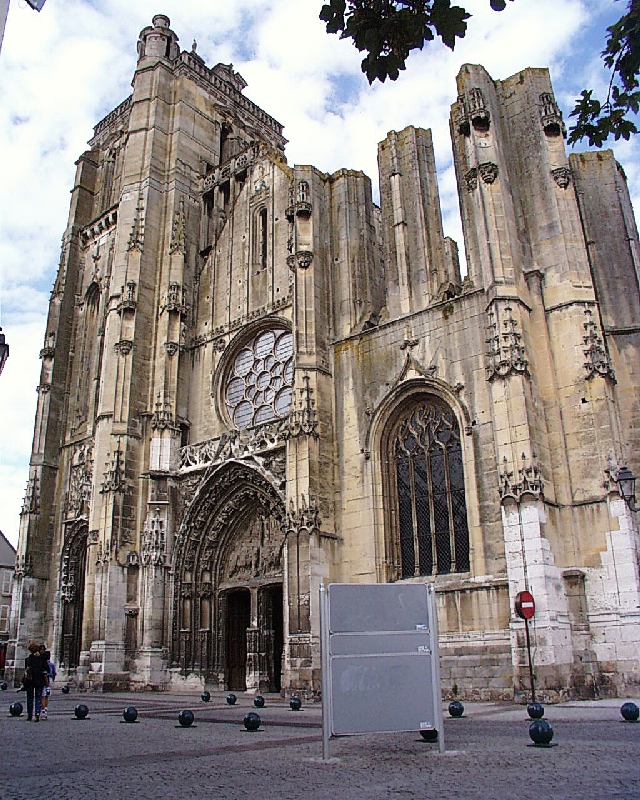
Façade de l'église Saint-Pierre, 1524.
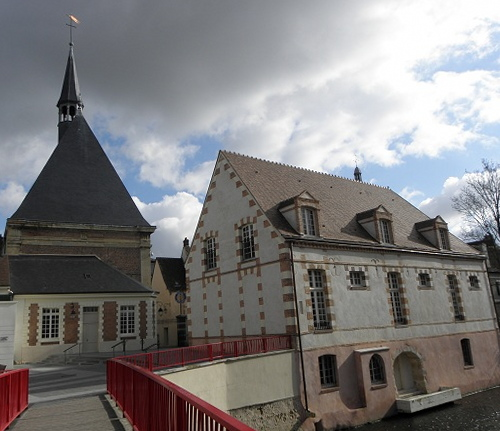
Le pavillon Louis XIII et la chapelle de l'hôtel-Dieu, XVIe siècle.
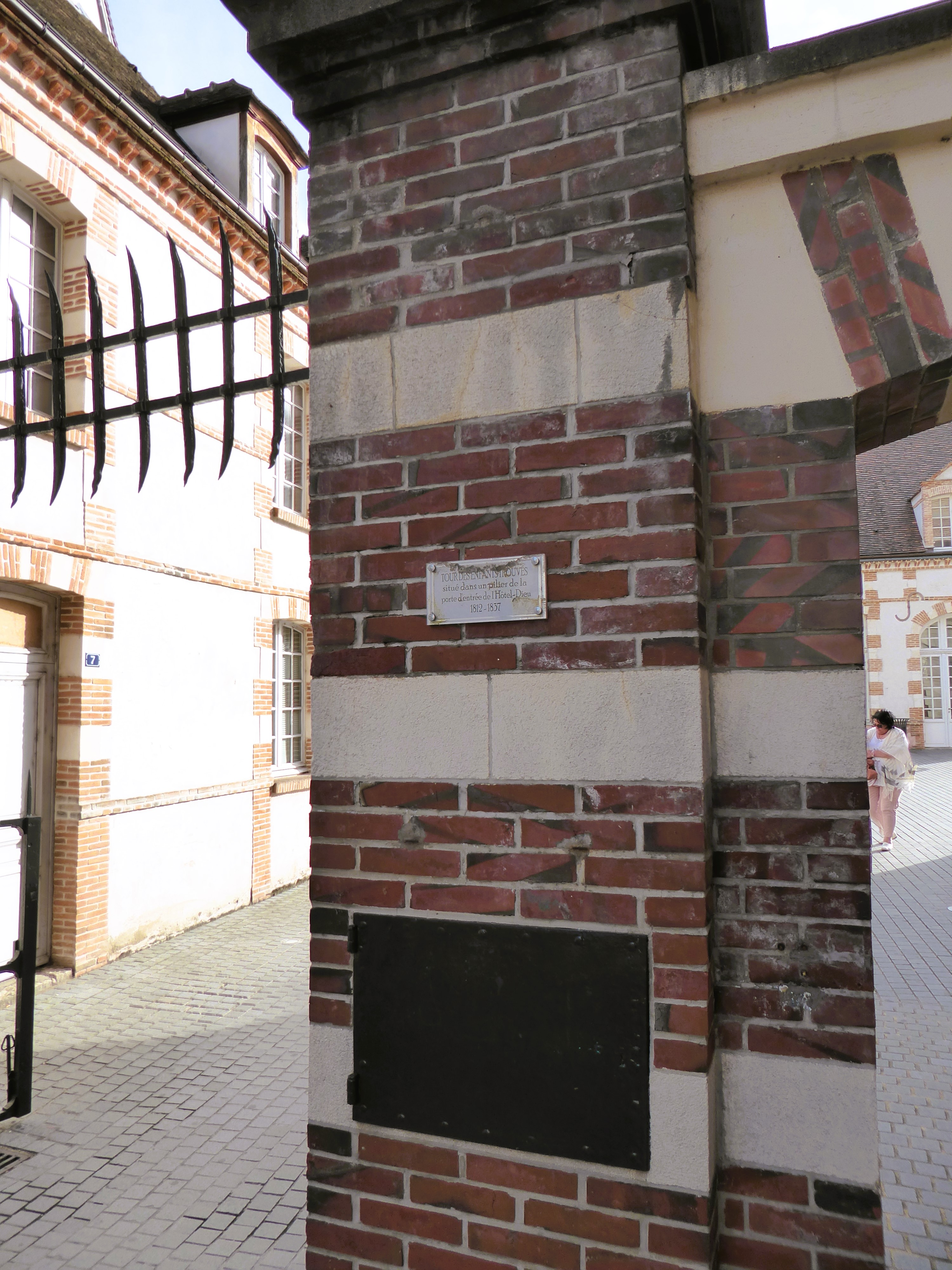
Tour des enfants trouvés, en activité de 1812 à 1837.
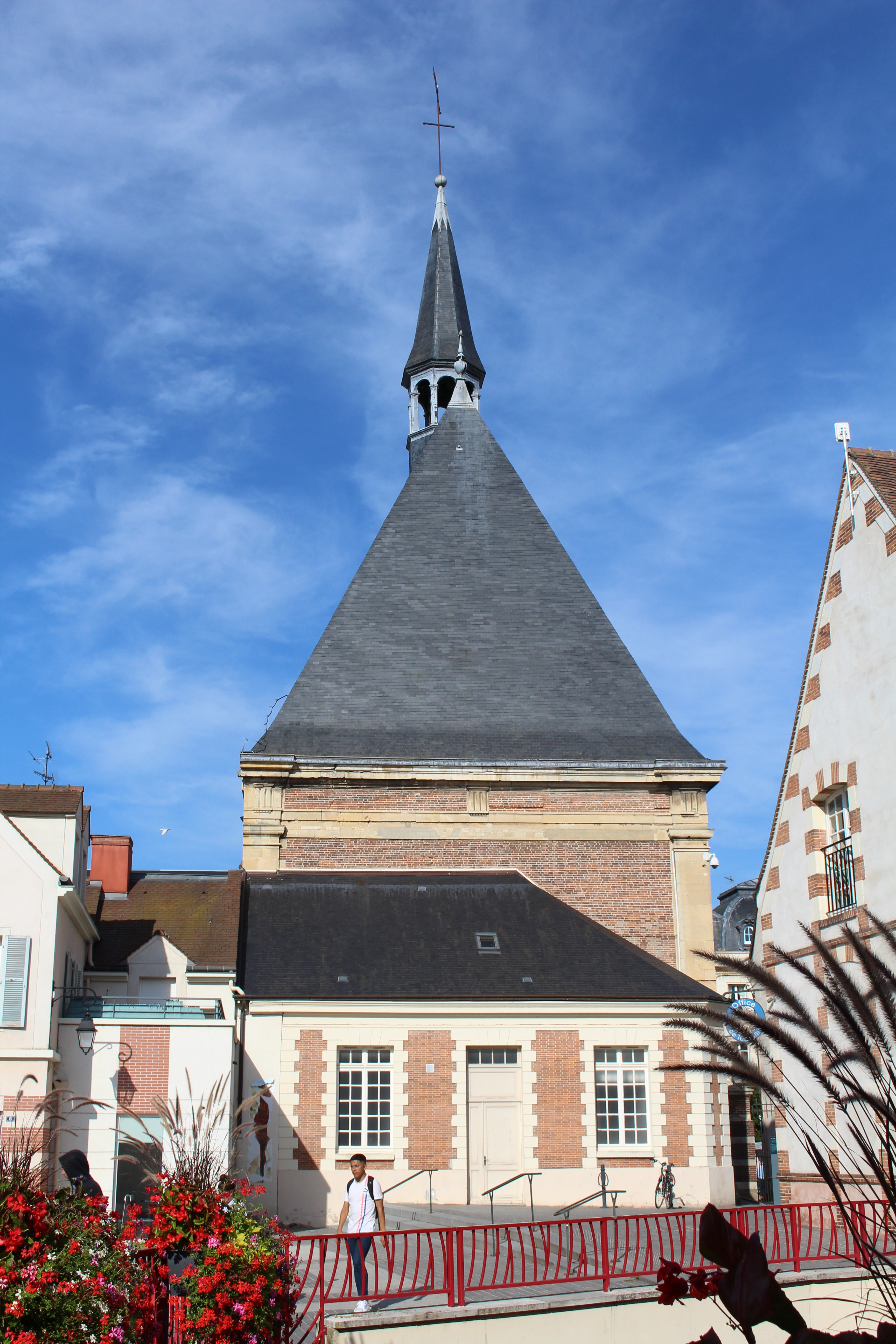
Vue sud-ouest de la chapelle.
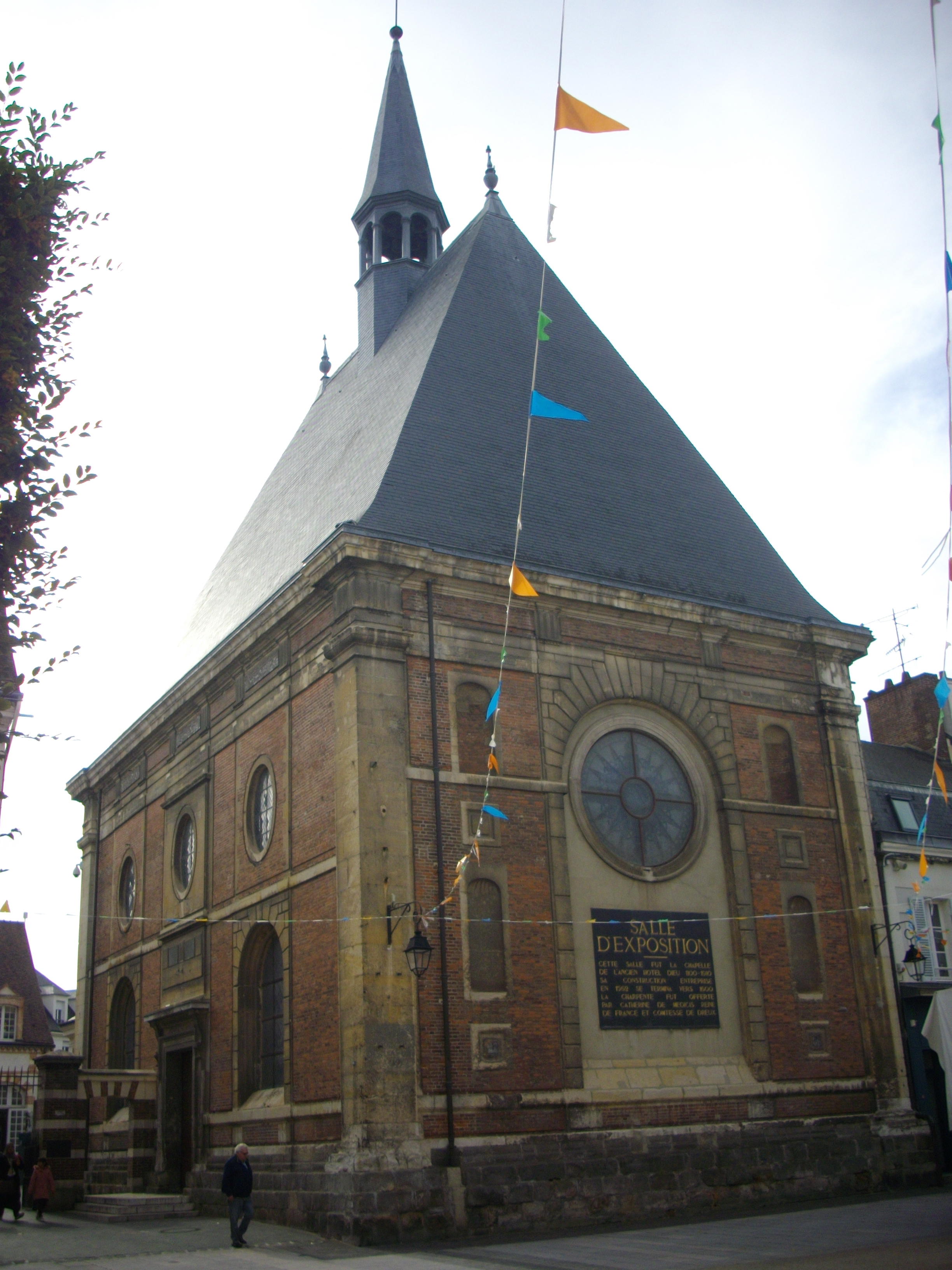
Vue nord-est.
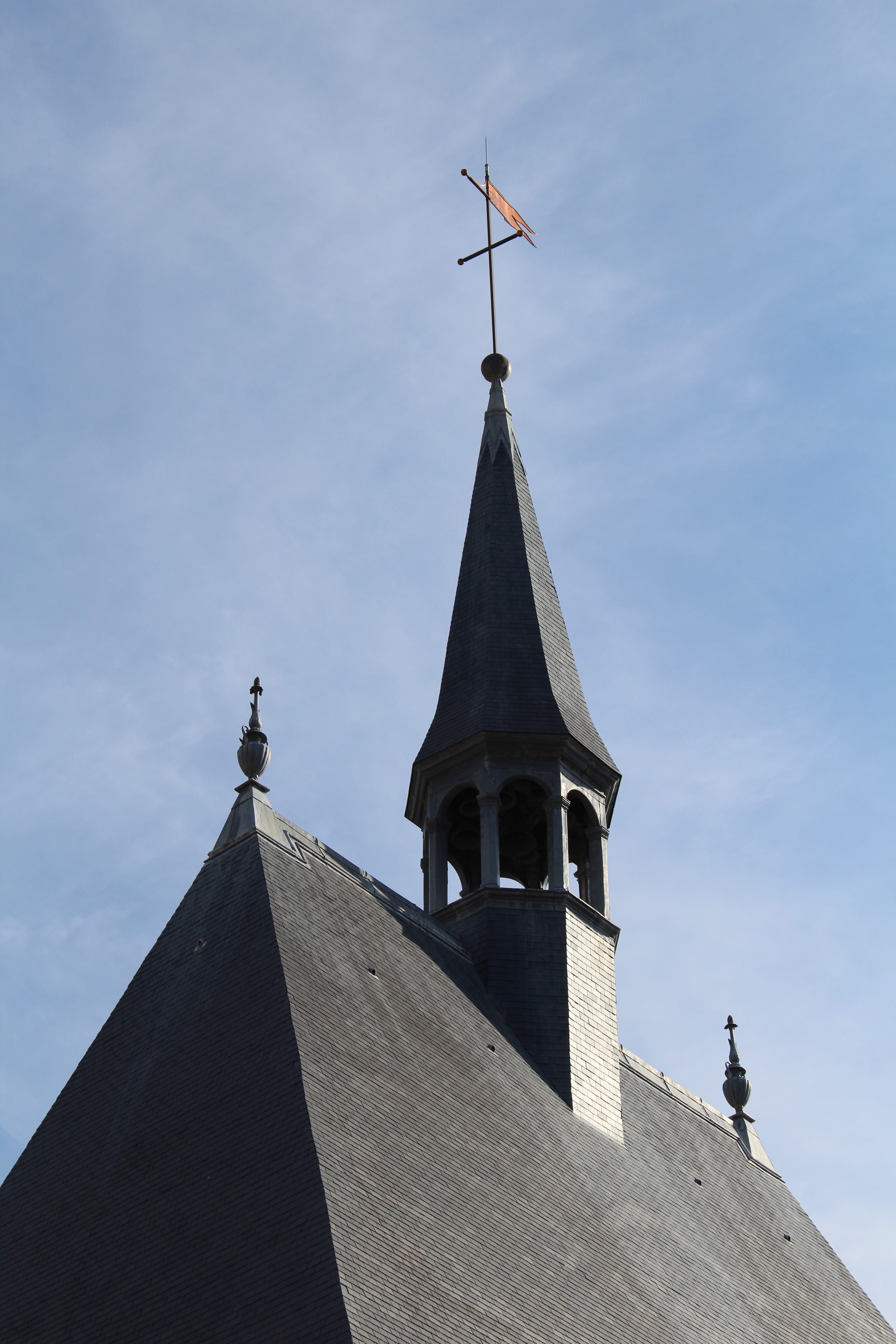
Clocher et épis de faîtage.

### Patrimoine civil

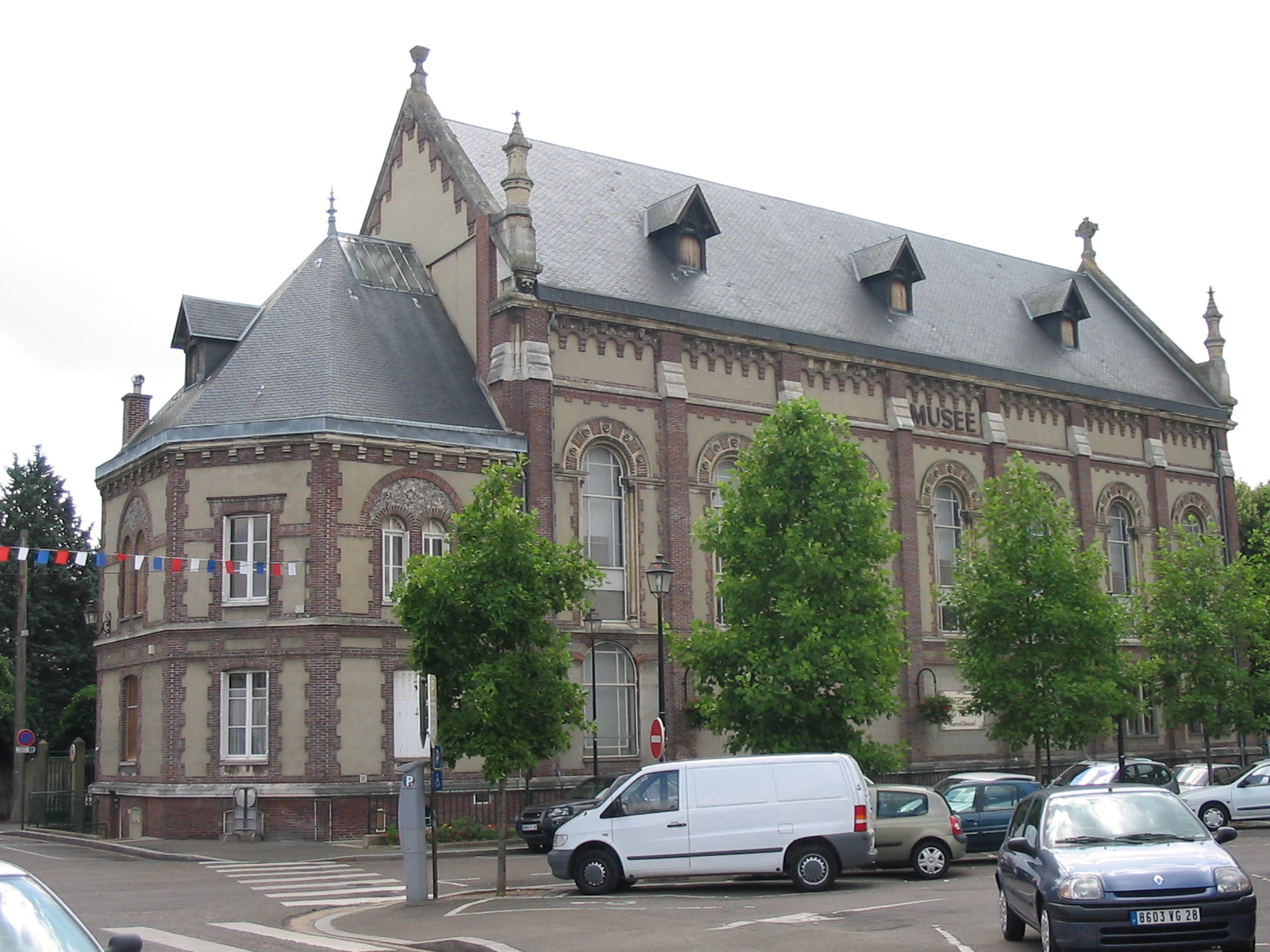
Le musée d'Art et d'Histoire de Dreux, XIXe siècle.

Maison romane, XII.

- Château de Dreux, ancien château royal ;

- Ancien hôtel de ville de Dreux, dit Le Beffroi, réalisé au XVIe siècle dans le style Louis XII  Classé MH (1840)[106] ;

- Musée d'art et d'histoire, installé dans la chapelle aménagée de l'ancien pensionnat Saint-Pierre, aujourd'hui école Saint-Martin.

- Maison romane du XIIe siècle,  Classé MH (2007)[107] ;
- Hôtel de Salvat-Duhalde du XVIIIe siècle,  Inscrit MH (2001)[108] ;
- Ancien hôtel de la Caisse d’Épargne et ancienne mairie de 1892-1894,  Inscrit MH (2000)[109] ;
- Anciennes imprimeries Lefèbvre et ancienne librairie Broult-Dividis de 1902-1907,  Inscrit MH (1997)[110] ;
- Ancien arsenal des pompiers, 1902  Inscrit MH (1996)[111] ;
- Hôtel particulier de Montulé, XVIIe siècle ;
- Domaine de Comteville et son château, XIXe siècle ;
- Ancien hôtel particulier de la Banque de France, XIXe siècle[112] ;
- Tourelle Hennequin de la Porte-Chartraine ;
- Pavillon Louis XIII[à développer].

Patrimoine civil
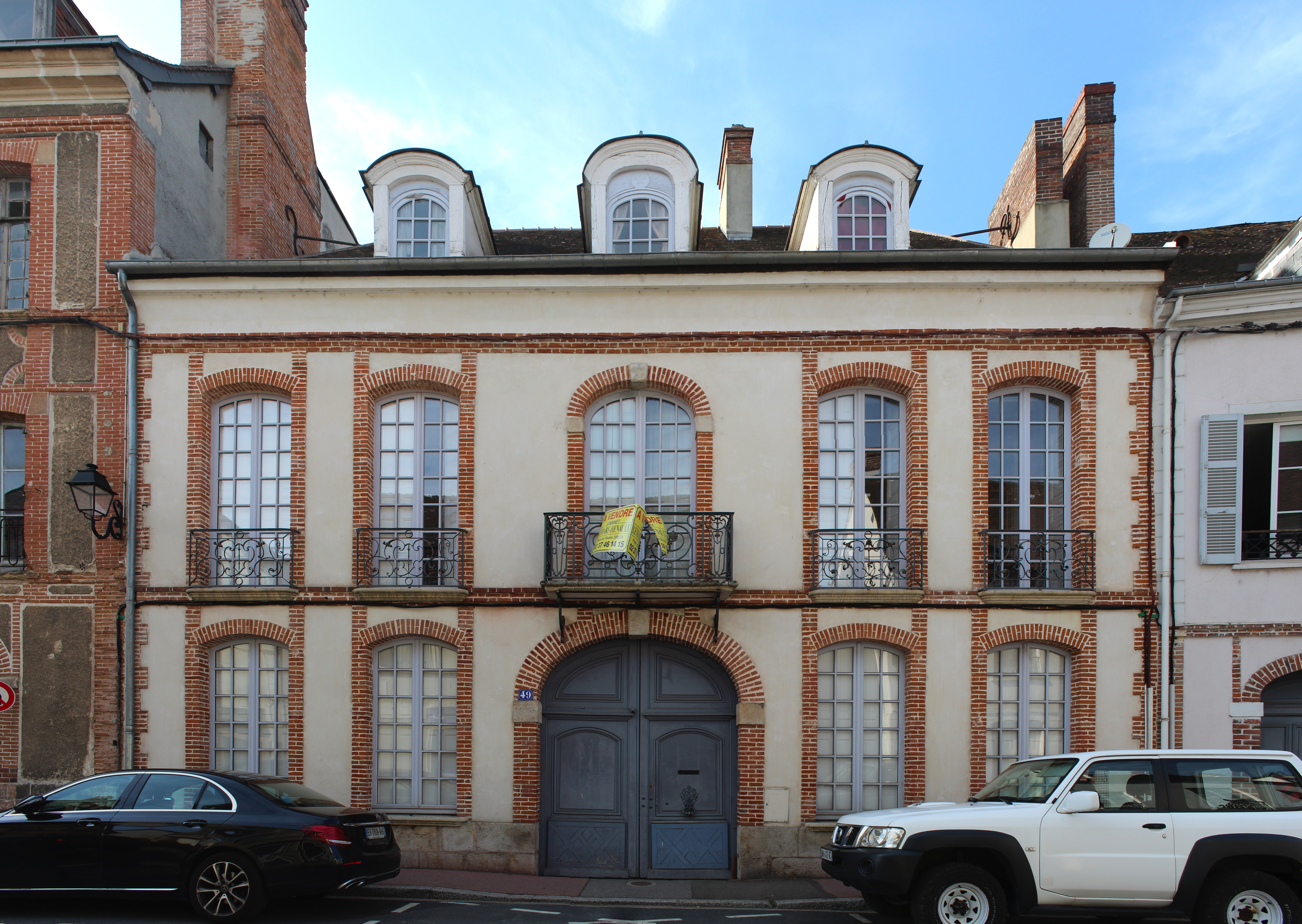
Hôtel Salvat-Duhal, XVIIIe siècle.
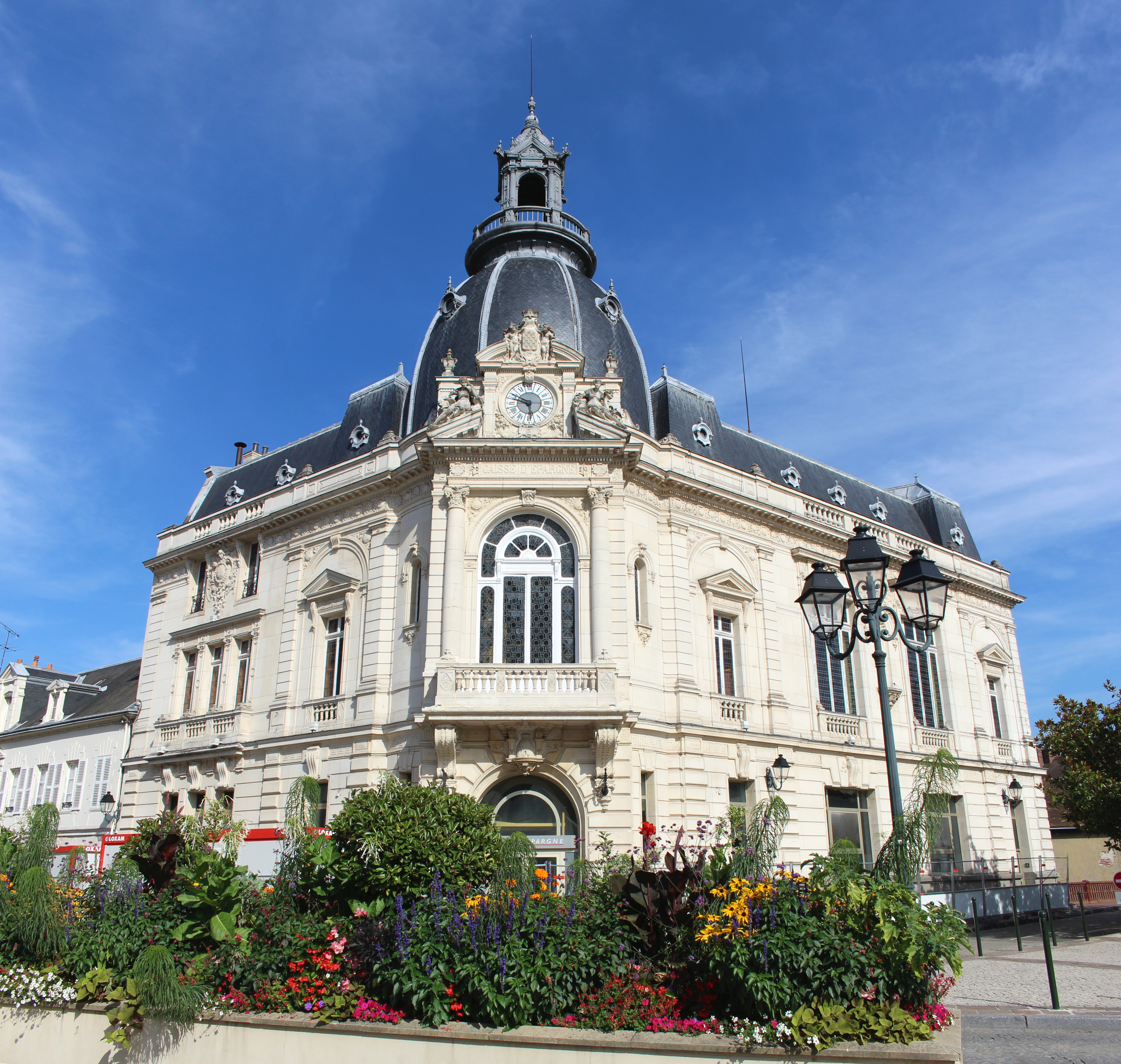
Hôtel de la Caisse d'épargne, 1892-1894.
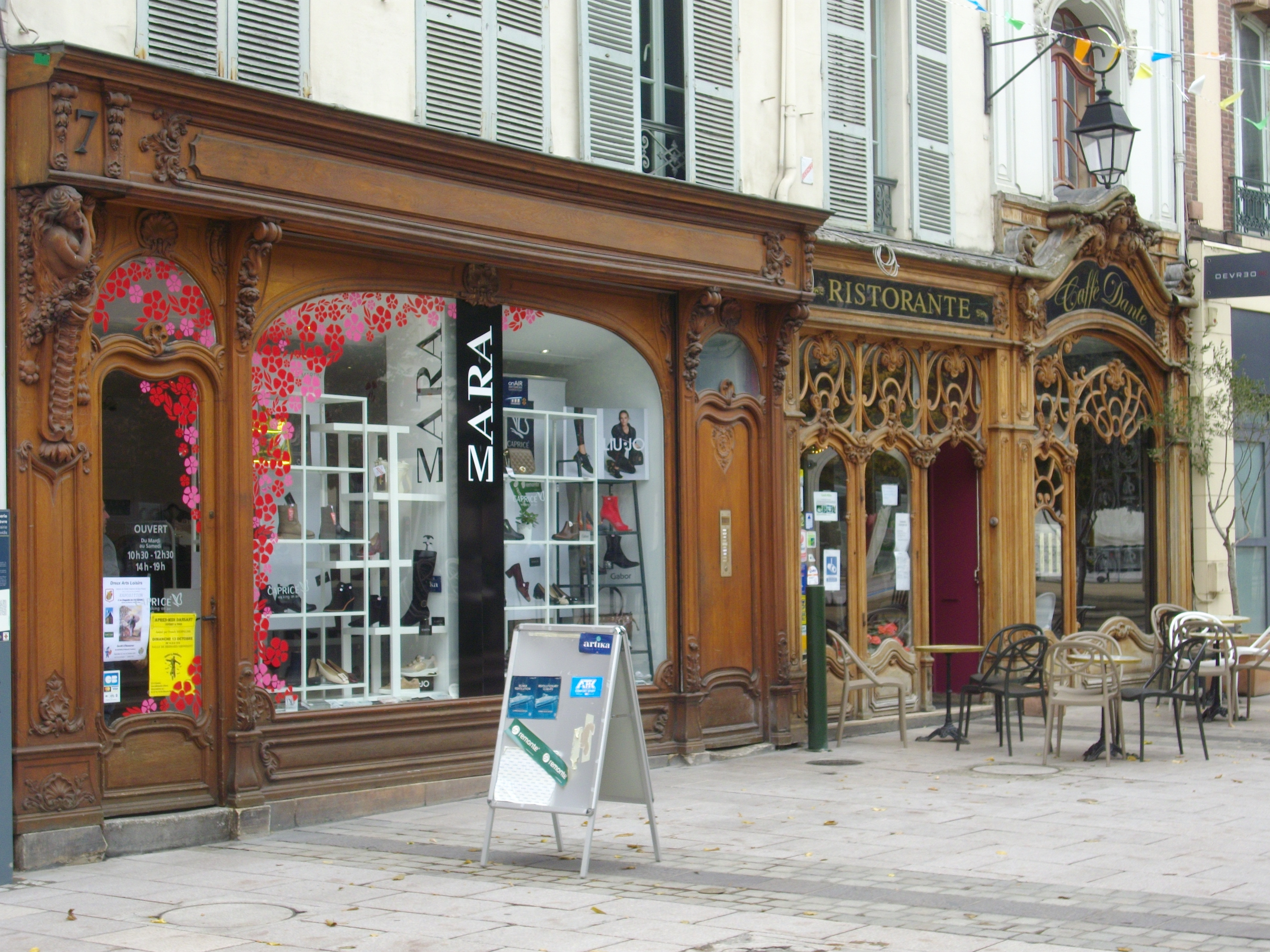
Anciennes imprimerie et librairie, 1902-1907.
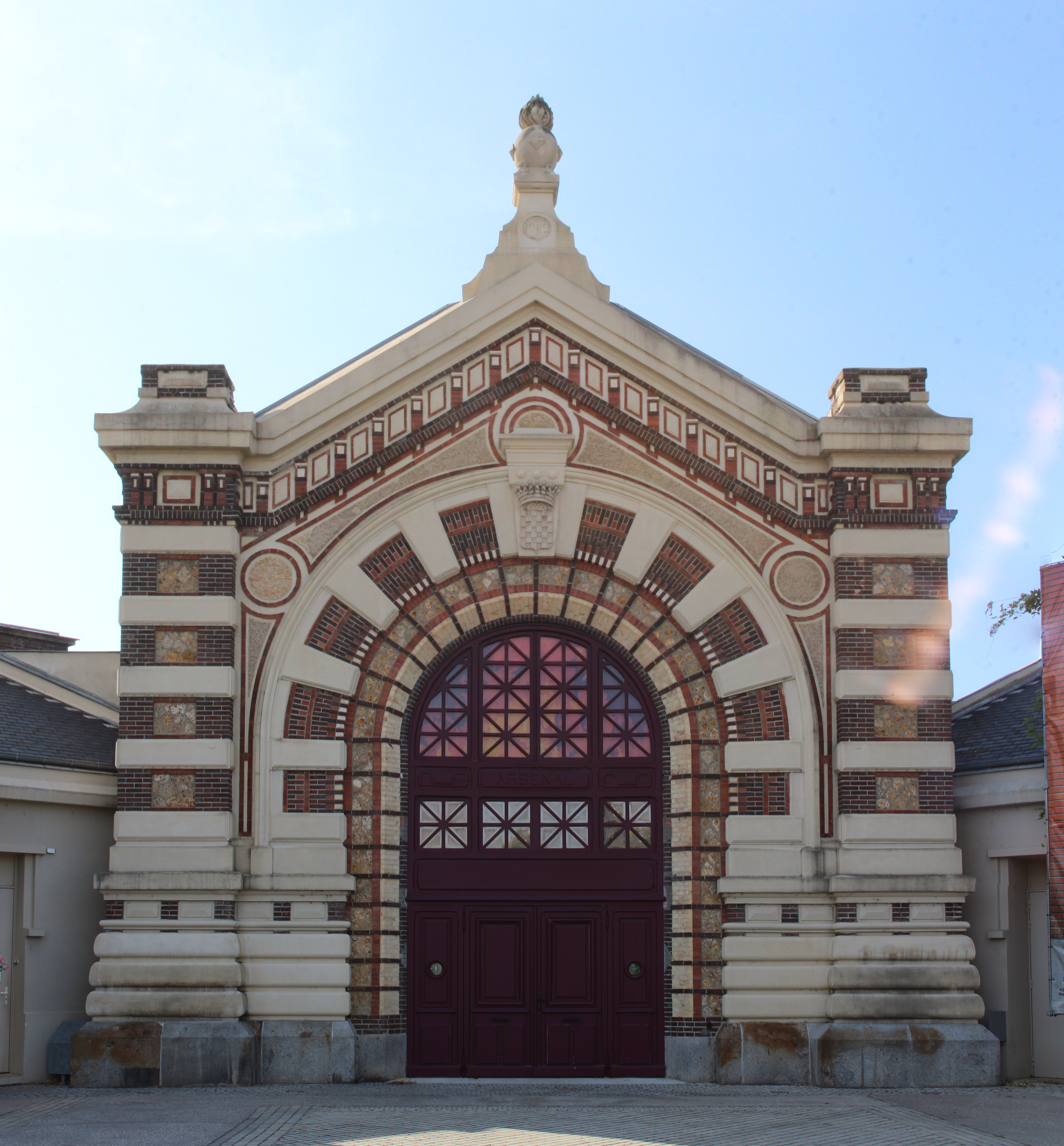
Ancien arsenal des pompiers, 1902.
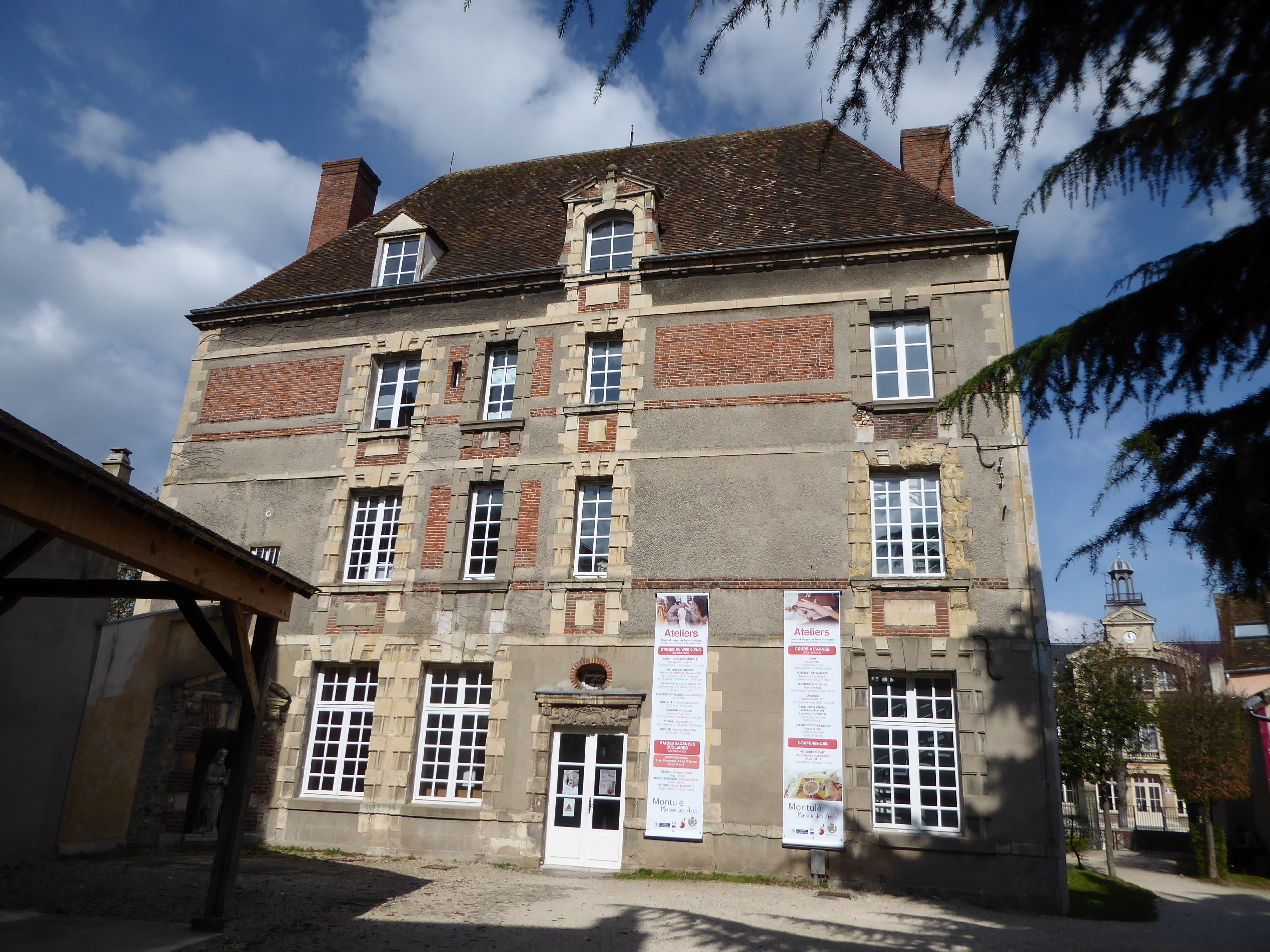
Hôtel de Montulé, XVIIe siècle.
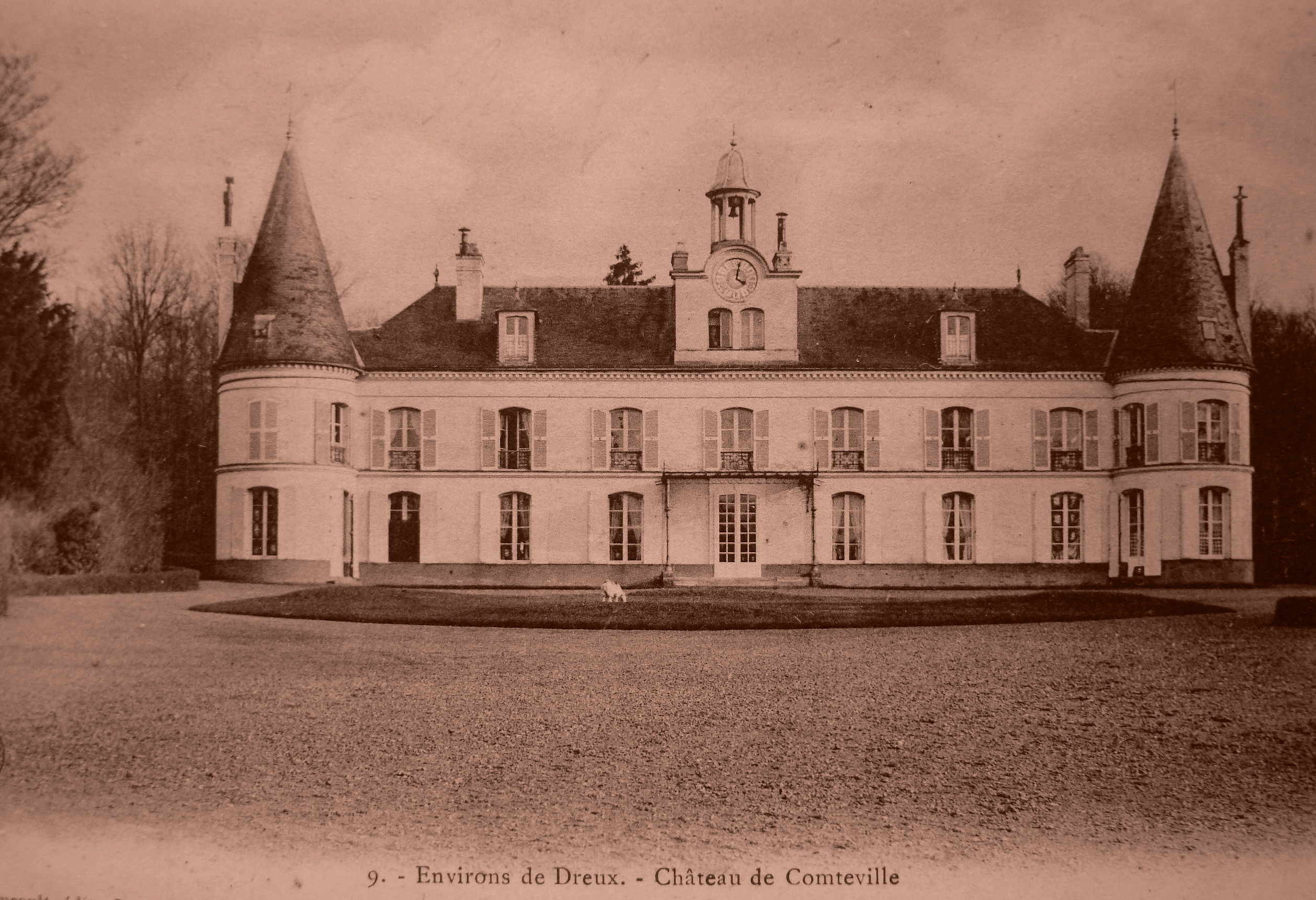
Château de Comteville vers 1890.

### Parcs et jardins
Dreux possède de nombreux parc et jardins.
- Square de la République
- Parc de la Mairie
- Parc de la Médiathèque
- Parc Marie-Amélie
- Parc du Vieux Pré
- Square Todi
- Parc Alexandre de Yougoslavie
- Parc Kennedy
- Parc de la Sablonnière
- Parc Louis Philippe[113],[114]

Parcs et jardins de Dreux
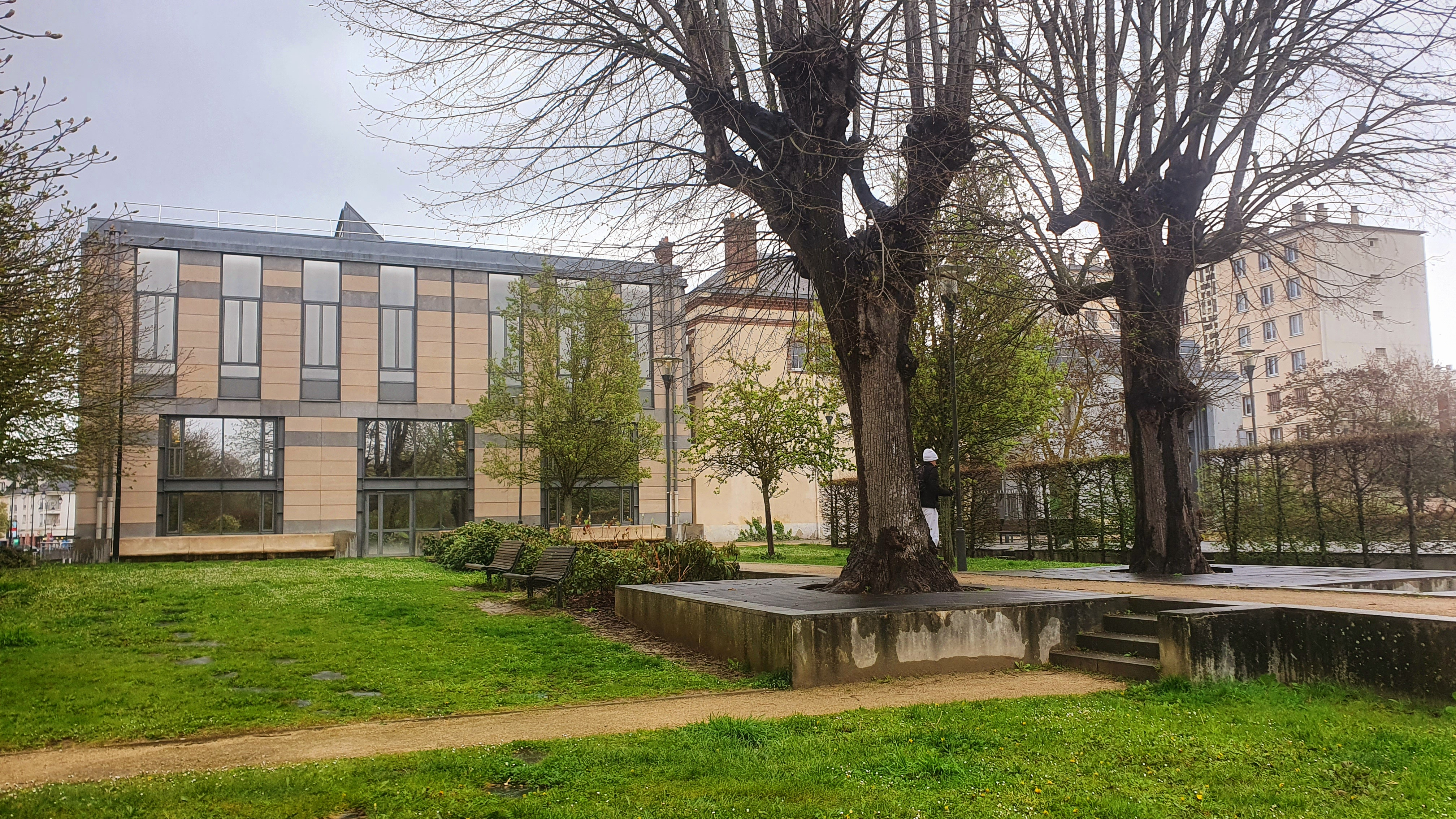
Le jardin de la Médiathèque, derrière l'Odysée.
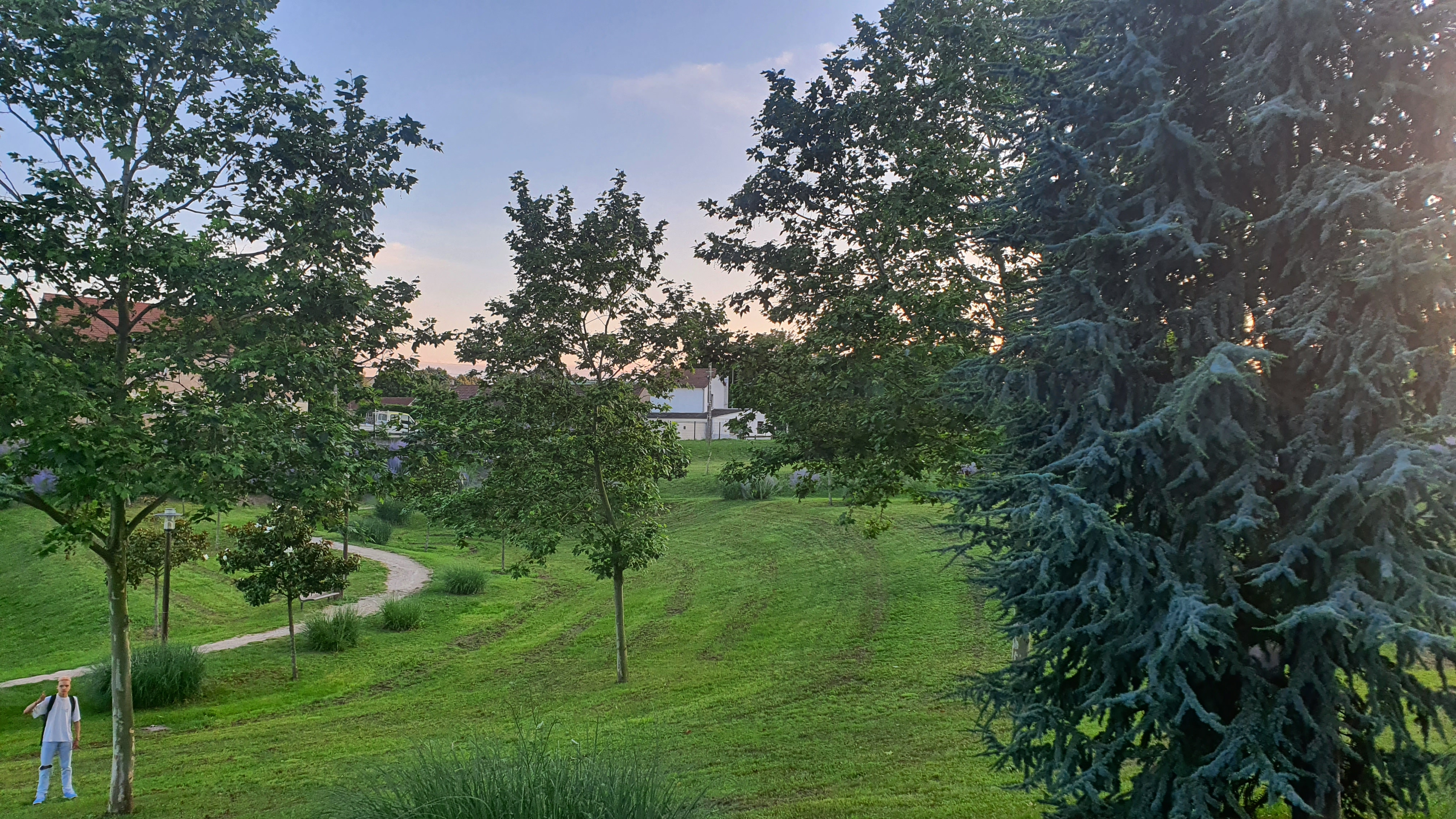
Le parc de la Sablonnière, au nord.
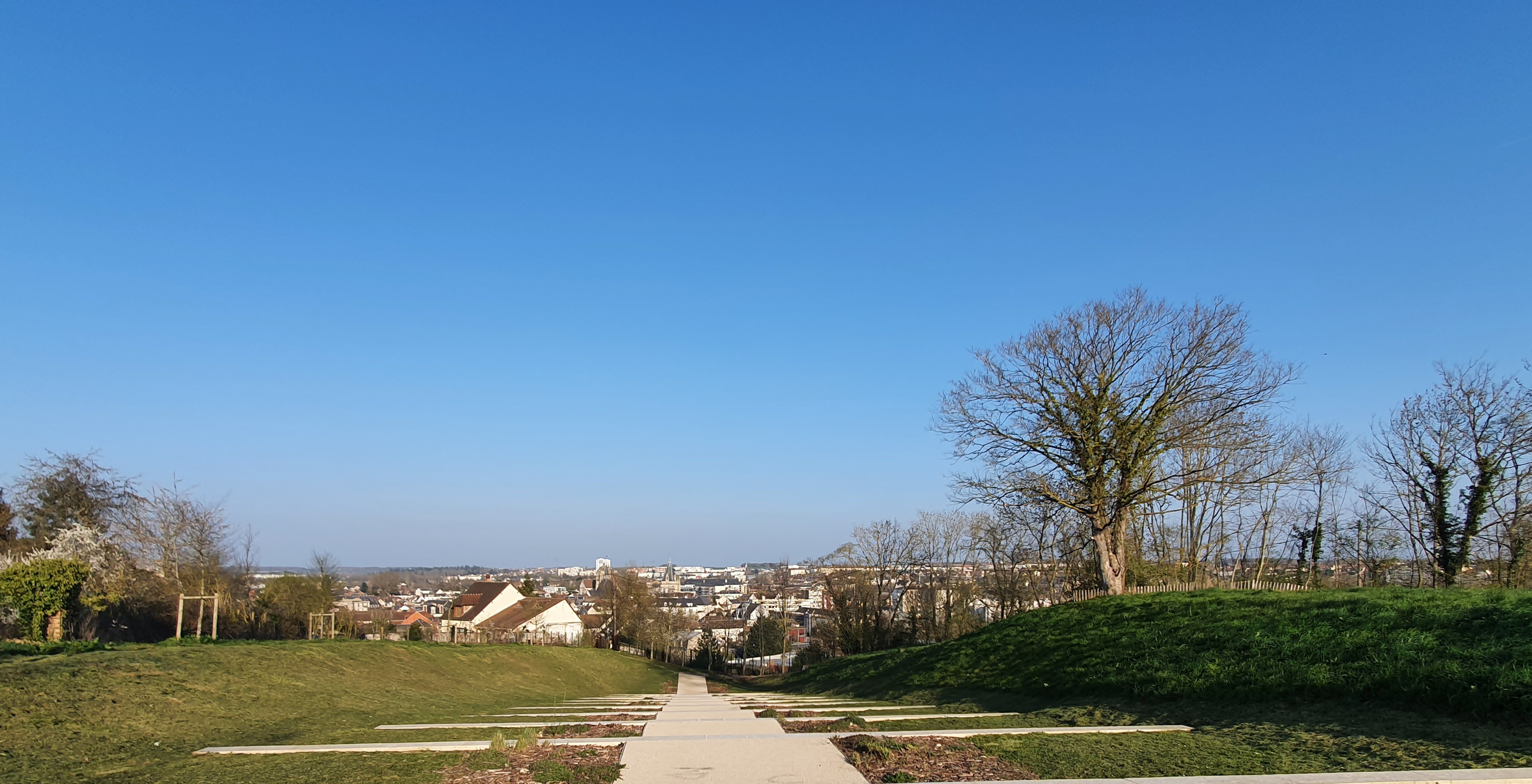
Le parc Louis Philippe, à l'ouest.
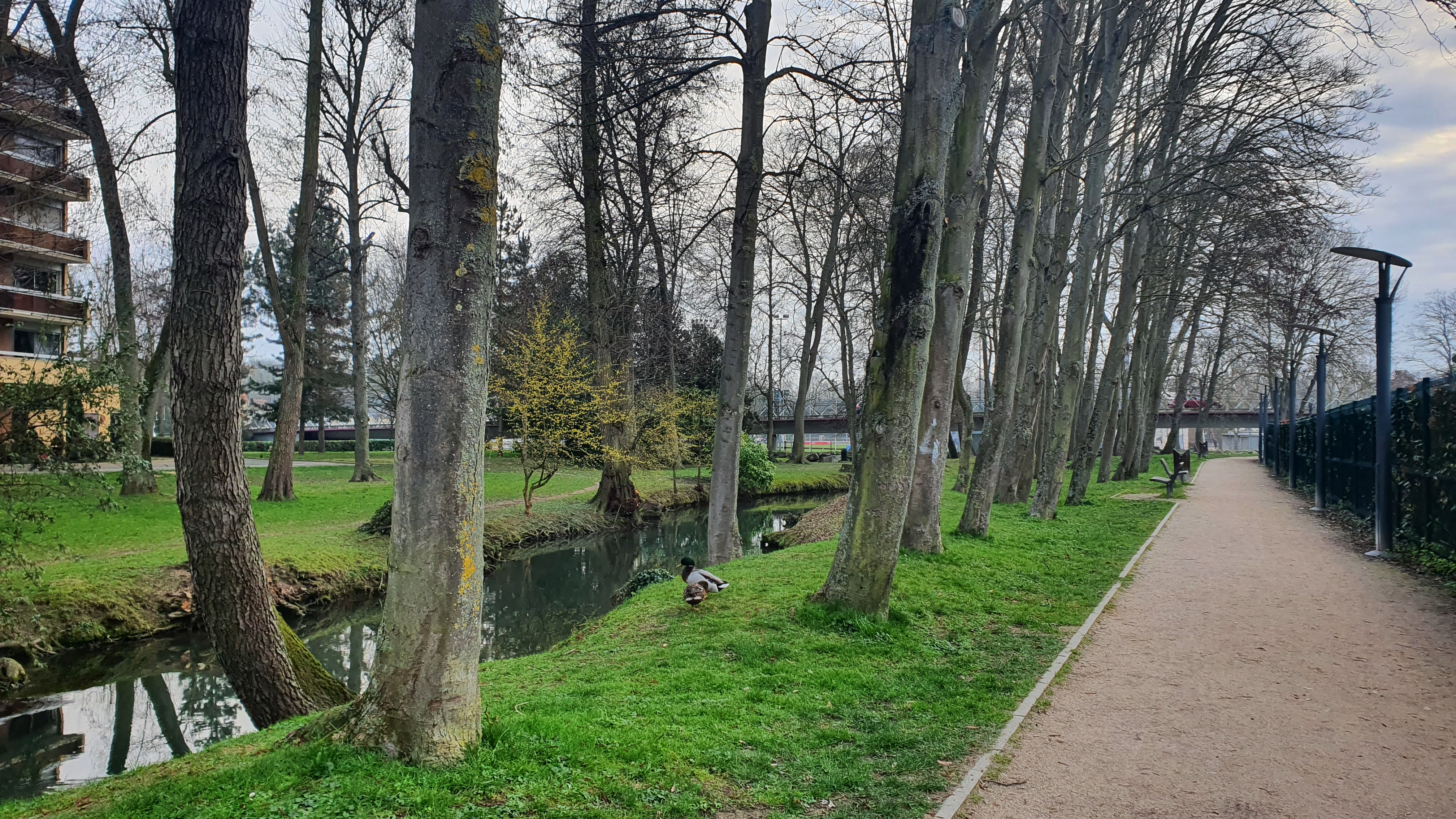
Le parc du Vieux Pré.
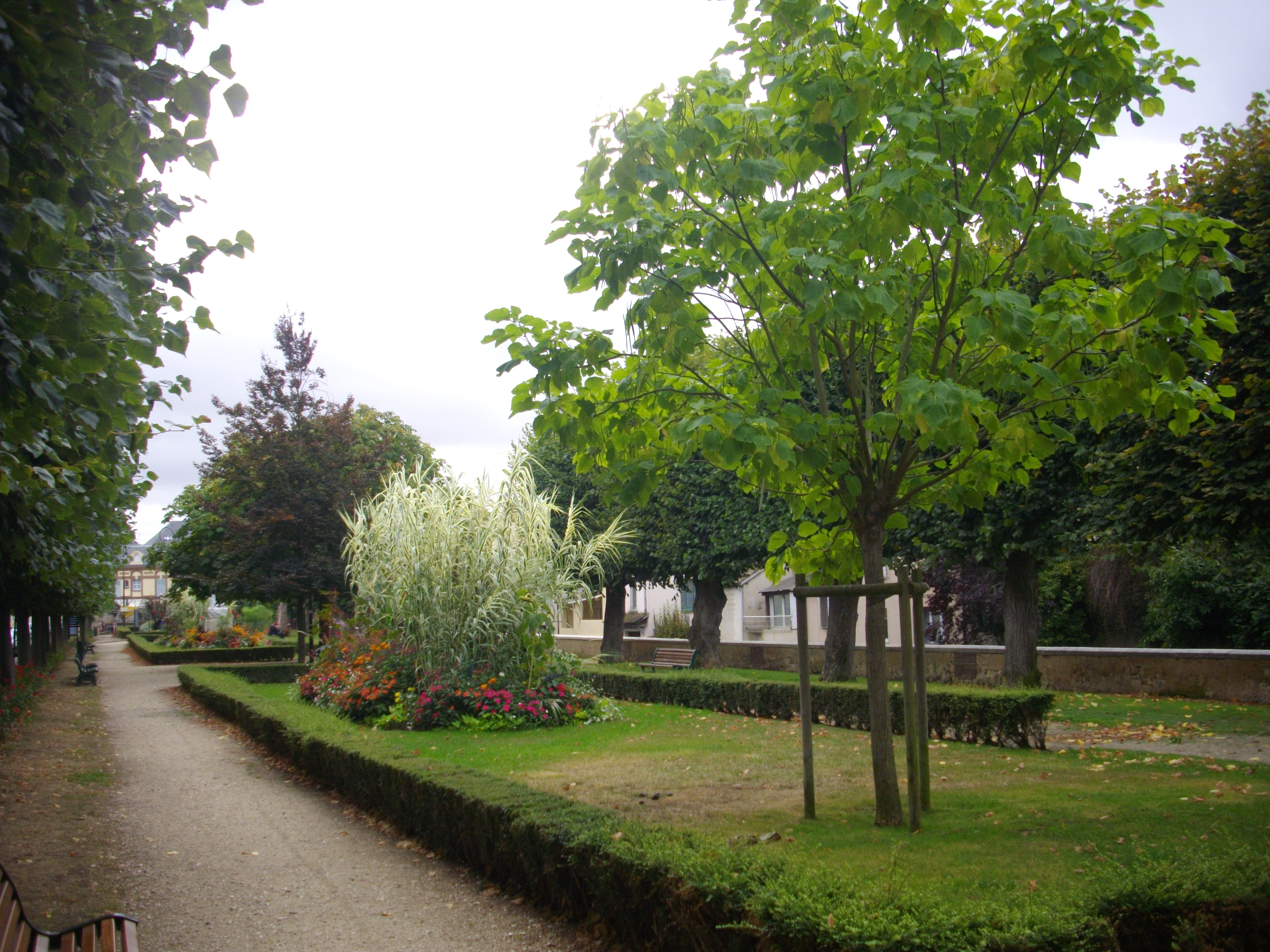
Le square de la République, à l'est du centre-ville.

### Patrimoine naturel
Sous l'appellation « forêt de Dreux », a été classée en 2004, comme forêt de protection, la forêt domaniale d'une superficie d'environ 3 917 hectares, s'étendant dans le nord du département d'Eure-et-Loir sur les neuf communes d'Abondant, Anet, Boncourt, Bû, Cherisy, Montreuil, Rouvres, Saussay et Sorel-Moussel.

### Infrastructures

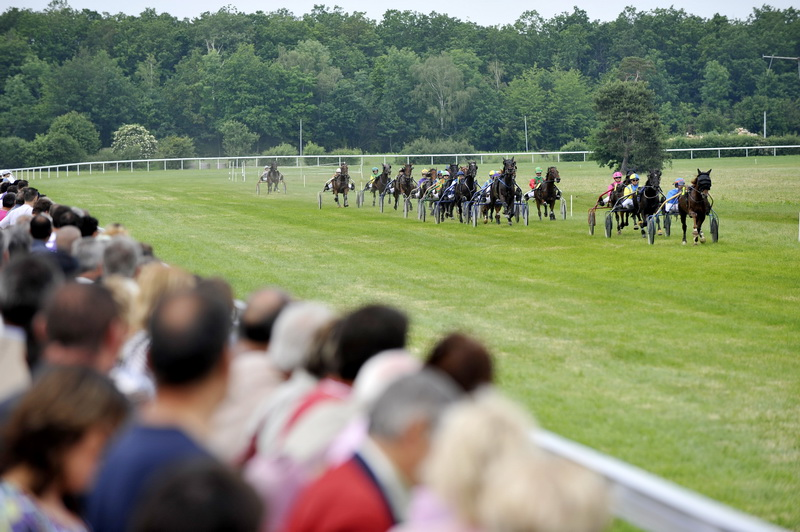
L'hippodrome de Dreux.

Dreux dispose d'un aérodrome pour la pratique d’activités de loisirs et de tourisme.
La ville dispose d'un hippodrome, de salles de concerts, d'un conservatoire à rayonnement intercommunal.
À l'heure actuelle le site du musée et le quartier de la gare font l'objet d'attentions particulières.

### Dreux dans les arts

#### Cinéma
De nombreuses scènes du film La Carapate (1978) de Gérard Oury sont tournées dans le centre-ville de Dreux, principalement place Métézeau.
En 1993, une partie du téléfilm L'Affaire Seznec d'Yves Boisset avec Christophe Malavoy dans le rôle de Guillaume Seznec fut tournée à la gare de Dreux, où Seznec a déclaré près de soixante-dix années plus tôt avoir déposé sa supposée victime Pierre Quémeneur, interprété dans ce film par Jean Yanne.

### Gastronomie
- La Feuille de Dreux, fromage à base de lait de vache demi-écrémé, à pâte molle à croûte fleurie.

### Personnalités liées à la commune

#### XVIesiècle
- Thibault Métezeau (1533-1596), né à Dreux, architecte, on lui doit le Pont Neuf à Paris.
- Louis Métezeau (1560-1615), né à Dreux, architecte, on lui doit la Place des Vosges à Paris.
- Clément II Métezeau (1581-1652), né à Dreux, architecte, on lui doit la Place Ducale à Charleville-Mézières.

#### XVIIesiècle
- Antoine Godeau (1605-1672), homme de lettres, un des premiers membres de l'Académie française, né à Dreux.
- Jean de Rotrou (1609-1650), dramaturge et poète, né et mort à Dreux.
- André Danican Philidor (1652-1730), compositeur et musicien de Louis XIV, mort à Dreux.

#### XVIIIesiècle
- Louis de Bourbon (1725-1793), duc de Penthièvre, dernier comte de Dreux où il est inhumé.
- François-André Danican Philidor, surnommé « le Grand », (1726-1795) est un compositeur et joueur d'échecs français né à Dreux.
- Alexandre-François de Senarmont (1732-1805), général de l'Armée du centre, se retira à Dreux en 1793.
- Louis-Guillaume Le Veillard (1733-1794), médecin, chimiste, maire de Passy, ami de Benjamin Franklin. Il est né à Dreux où une rue porte son nom.
- Simon Simon (1735-1787), compositeur et claveciniste français, termine sa vie à Dreux.
- Noël-Charles Millet (1737-?), homme politique né à Dreux, député du clergé aux états généraux de 1789.
- Jacques-Marie Rouzet, comte de Folmon (1743-1820), homme politique, il est inhumé à Dreux.
- Jacques-Mathurin Auvry (1747-1805), homme politique, député du tiers état aux États généraux de 1789.
- Général Joly (1748-1820), a participé à la Guerre d'indépendance des États-Unis de 1778 à 1783. Il fut maire de Dreux de 1801 à 1808.
- Antoine Desmousseaux de Givré (1757-1830), préfet napoléonien, député d'Eure-et-Loir, mort à Dreux.
- Jean Louis Debilly (1763-1806), né à Dreux, général sous la Révolution et le Premier empire.
- Pierre Dupont de l'Étang (1765-1840), général sous la Révolution et le Premier empire. Il a vécu à Dreux plusieurs années.
- Alexandre-Antoine Hureau de Sénarmont (1769-1810), général sous la Révolution et le Premier empire, ayant vécu à Dreux.
- Martin Pierre d'Alvimare (1772-1839), né à Dreux, musicien.
- Louis-Philippe Ier (1773-1850), roi des Français, inhumé à Dreux.
- Jean Louis Auguste Loiseleur Deslongchamps (1774-1849), botaniste et médecin, né à Dreux.
- Louis Doguereau (1777-1856), né à Dreux, général de la Révolution et du Premier empire.
- Louis Benoît Guersant (1777-1848), médecin de renom. Il est né à Dreux où une rue porte son nom.
- Charles-Éléonore Dufriche-Desgenettes (1778-1860), fondateur de la confrérie du Très-Saint et Immaculé Cœur de Marie. Pendant la Révolution française il vivait à Dreux et parvint, alors âgé de 16 ans, à faire rouvrir l'église Saint-Pierre pour que la messe y soit célébrée alors que le culte était interdit.
- Roustam Raza (1783-1845), mamelouk au service de Napoléon Bonaparte dont il est le garde du corps. Il a vécu quelques mois à Dreux.
- Mathurin-Joseph Brisset (1792-1856), écrivain, poète, journaliste politique et dramaturge, né à Dreux.
- Bernard Desmousseaux de Givré (1794-1854), proche de François-René de Chateaubriand, député d'Eure-et-Loir, il vécut à Dreux.
- Pierre-Aubin Paillart (1795-1869), haut magistrat et historien, il a vécu à Dreux.

#### XIXesiècle
- Charles Delescluze (1809-1871), journaliste, né à Dreux, mort sur les barricades.
- Idelphonse Favé (1812-1894), né à Dreux, général de brigade, écrivain militaire.
- Émile Perrin (1814-1885), peintre, directeur de l'opéra-comique, administrateur de la Comédie-Française, membre de l'Académie des beaux-arts, a commencé sa carrière de peintre à Dreux[117].
- Alexandre Dujarier (1815-1845), né à Dreux. Journaliste, il fut tué lors d'un duel aux pistolets.
- Adolphe Yvon (1817-1893), peintre. Il a vécu à Dreux.
- Louis-Adolphe Janvier (1818-1878), architecte, il est né à Dreux où son père était marchand tanneur.
- Eugène de Ménorval (1829-1897), historien et homme politique. Il a vécu à Dreux.
- Victor Dubois (1837-1914), maire de Dreux de 1878 à 1880, en 1883 et 1884 et de 1886 à 1888.
- Antoine Soudée (1839-1909), architecte, il est né à Dreux où son père était notaire.
- Louis Terrier (1854-1895), homme politique, ministre, maire de Dreux de 1888 à 1895.
- Paul Deschanel (1855-1922), Président de la République française en 1920, sous-préfet de Dreux de 1877 à 1879.
- Léon Gaumont (1864-1946), pionnier du cinématographe, élève au Pensionnat Saint-Pierre de Dreux de 1871 à 1876.
- Henri Lucien Jumelle (1866-1935), né à Dreux, professeur de botanique à la faculté des Sciences d'Aix-Marseille, directeur du musée colonial et du jardin botanique de Marseille. Une rue de Dreux porte son nom[118].
- Gaston Jondet (1866-1957), ingénieur des Ponts et Chaussées, ingénieur en chef des Ports et Phares d'Égypte, archéologue, il a découvert le port antique de Pharos à Alexandrie en Égypte. S'est retiré à Dreux où il est décédé le 11 février 1957[119].
- Maurice Viollette (1870-1960), homme politique, ministre, maire de Dreux de 1908 à 1959.
- Charles Collier (1872-1940), éducateur, frère des écoles chrétiennes, il a dirigé de 1895 à 1904 le Pensionnat Saint-Pierre de Dreux.
- Gaston Chérau (1872-1937), journaliste et homme de Lettres, a vécu à Dreux.
- Émile Buré (1876-1952), journaliste politique et directeur de plusieurs journaux. Il est né à Dreux et y a passé son enfance et sa jeunesse, une rue y porte son nom.
- Louis Gain (1883-1962), naturaliste, explorateur, ayant participé à l'expédition du Pourquoi-Pas ? avec le commandant Charcot. A vécu à Dreux où une rue porte son nom.
- Marcel Loridan (1883-1971), pionnier de l'aviation, le 8 juillet 1911, il bat le record du monde de hauteur en avion (3,280 mètres), fondateur en 1937 de l'Aéro-Club de Dreux, ville où il a vécu à partir de 1920 jusqu'à son décès survenu à Chartres en 1971[120].
- Jean Lelong (1884-1914), avocat et journaliste né à Dreux. Son nom de plume, Jean Brezolles, est inscrit au Panthéon parmi les 560 écrivains morts pour la France.
- Marcel Loche (1886-1970), acteur. Il est né à Dreux.
- Pierre Leydet (1893-1945), promoteur de l'aviation civile, résistant. Il est né à Dreux.
- René Bellanger (1895-1964), peintre, a vécu à Dreux de 1923 à sa mort.
- André Zucca (1897-1973), photographe de renom, a vécu à Dreux où il tenait un commerce de photographe sous le nom d'André Piernic.

#### XXesiècle
- Gusztav Rab (hu) (1901-1963), romancier hongrois, a vécu à Dreux où il est décédé. Il vivait chez les pères Rédemptoristes de Dreux qui l'ont hébergé après qu'il a fui le régime communiste hongrois[121].
- Jacques Debû-Bridel (1902-1993), écrivain, militant anti-nazi, résistant, membre fondateur du Conseil national de la Résistance, sénateur de la Seine, il a été au collège à Dreux.
- Pierre July (1906-1982), résistant, homme politique, avoué à Dreux.
- Pierrette Vincelot (1918-2006), résistante en Gironde, elle est née à Dreux.
- Raymond Bussières (1907-1982), acteur, ayant été au collège Rotrou de Dreux de 1920 à 1925.
- Raymond Gabutti (1908-1985), chef décorateur, mort à Dreux.
- Jacques Oudin (1908-1985), immunologiste, né à Dreux. Une rue de Dreux porte son nom.
- Maurice Buffet (1909-2000), peintre, ayant été au collège Rotrou de Dreux (ne pas confondre avec le peintre Bernard Buffet).
- Roland Farjon (1910-1945), résistant, ayant participé à la libération de Dreux le 16 août 1944.
- Antoni Garcia i Lamolla (1910-1981), peintre catalan, exilé républicain, a vécu à Dreux de 1939 jusqu'à sa mort[122].
- Georges Rastel (1910-1993), homme politique, maire de Dreux de 1959 à 1965.
- Edmond Thorailler (1911-2004), notaire à Dreux, député d'Eure-et-Loir de 1958 à 1973.
- Hans-Hermann Junge (1914-1944), Obersturmführer de la SS, officier d'ordonnance d'Adolf Hitler entre 1940 et 1943, mort à Dreux en 1944.
- Antònia Fontanillas Borràs (1917-2014), militante anarchiste et écrivaine catalane. Elle a vécu à Dreux où elle est décédée[123].
- Henri-François Rey (1919-1987), écrivain, il était au collège Rotrou de 1930 à 1935 où son père était principal.
- Paul Feyder (1922-1999), réalisateur de cinéma, fils du réalisateur Jacques Feyder et de l'actrice Françoise Rosay, il fit avec ses frères Marc et Bernard, une partie de sa scolarité à Dreux[124].
- Jean Hougron (1923-2001), écrivain, a vécu à Dreux, professeur d'Anglais au Pensionnat Saint-Pierre dans les années 1940, son roman « Histoire de Georges Guersant » se passe à Dreux.
- Charles Denner (1926-1995), acteur de théâtre et de cinéma d'origine polonaise, mort à Dreux.
- Philippe Mareuil (1926-2016), acteur de théâtre et de cinéma. Il est né à Dreux.
- André Plisson (1929-2015), peintre, ses parents ont vécu à Dreux où son père était directeur de la laiterie.
- Gilles Dreu (1934-2025), chanteur.
- Marc Garanger (1935-2020), photographe de renom, il a fait sa scolarité à Dreux.
- Marcel Dantheny, né en 1936, footballeur professionnel ayant joué de 1968 à 1973 au FC Drouais.
- Claude Piquemal, né en 1939, recordman du monde et médaillé olympique en athlétisme. Élève au collège Rotrou, il a été formé au Dreux Athletic Club.
- Bernard Fournet, né en 1941, athlète, spécialiste du 110 mètres haies, ayant participé aux Jeux olympiques d'été de 1964, formé à Dreux, membre de l'Étoile Sportive Saint-Pierre.
- Jean-Yves Liénard (1942-2018), avocat, il était élève à l'institut Saint-Pierre à Dreux.
- Pierre Zucca (1943-1995), photographe, scénariste et metteur en scène. Il a passé sa jeunesse à Dreux où son père André Zucca était photographe. Il fut élève au collège Rotrou.
- Bernard Chenez, né en 1946, dessinateur. Il a passé sa jeunesse à Dreux.
- François de Singly, né en 1948, sociologue. Il est né à Dreux.
- Victor Spahn, né en 1949, artiste-peintre français d'origine russe, lié à la ville de Dreux.
- Olivier Roy, né en 1949, politologue, spécialiste de l'Islam, enseignant de philosophie dans un lycée drouais (1973-1981), réside à Dreux.
- Yann Queffélec, né en 1949, écrivain, Prix Goncourt, il a fait une partie de sa scolarité à Dreux (Lycée Notre-Dame).
- Fred Hidalgo, né en 1949 à Dreux, journaliste, éditeur et auteur.
- Laurent Percerou, né en 1961 à Dreux, évêque de Moulins, puis de Nantes, nommé à cette fonction en 2020 peu après la destruction partielle de la cathédrale de Nantes.
- Jean Fauque, né en 1951, parolier, chanteur et écrivain français, réside dans l'agglomération drouaise.
- Éric Berdoati, né en 1964, maire de Saint-Cloud (Hauts-de-Seine), ancien député des Hauts-de-Seine ; il était élève à l'école Saint-Pierre de Dreux et y a longtemps pratiqué l'escrime (cercle Demaille)
- Danièle Séraphin, née Grandin, écrivain, romancière, elle a vu le jour à Dreux en 1964. Elle y a fait toute sa scolarité de 1967 à 1982, ses parents y étaient également directeurs d'école.
- Jean d'Orléans, comte de Paris, né en 1965, prétendant orléaniste au trône de France depuis 2019. Il a vécu à Dreux jusqu'en septembre 2020, puis est revenu y vivre à partir de 2024 après que son différend avec la fondation Saint-Louis a été réglé.
- Stéphane Rosse (1966-2024), dessinateur de bande dessinée. Il est né à Dreux.
- Dieudonné, né en 1966, humoriste, propriétaire à Vert-en-Drouais, candidat aux élections législatives à Dreux en 1997 et 2012.
- Denis Uhalde, né en 1966, compositeur, il était à l'école à Dreux (Saint-Pierre).
- Daniel Firman, né en 1966, sculpteur de renommée internationale, son atelier d'artiste est à Dreux[125].
- Philippe Chéreau, né en 1968 à Dreux, journaliste, commentateur sportif, animateur de télévision et producteur[126].
- Cyrille Legendre, né en 1970, écrivain et journaliste français, auteur de romans policiers.
- François Bégaudeau, né en 1971, écrivain, a été professeur au lycée Branly de Dreux.
- Nicolas Malfin, né en 1971, auteur de bande dessinée. Il est né à Dreux.
- Cédric Faiche, journaliste, natif de Dreux[127].
- Sébastien Boisseau, né en 1974, contrebassiste de renom. Il a été formé au conservatoire de Dreux.
- Patrick Vieira, né en 1976, joueur de football professionnel, arrivé à Dreux en 1985 où il fut formé au Dreux FC devenu en 1991 le FC drouais.
- Cyril Dion, né en 1978, écrivain, réalisateur, militant écologiste. Il vit à Dreux[128].
- Pauline Levêque, née en 1978, fille d'Yves Lévêque[129], illustratrice et auteur de contes pour enfants, épouse du romancier Marc Levy, elle a passé sa scolarité à Dreux de 1988 à 1995 (collège Camus, puis lycée Rotrou)[130].
- Geoffroy Couteau, né en 1979 à Dreux, pianiste.
- Jib Pocthier, né en 1980 à Dreux, comédien.
- Kalifa Cissé, né en 1984, joueur international de football. Il est né à Dreux.
- Chloé Gosselin, née en 1984, mannequin, créatrice de mode, épouse du prestidigitateur David Copperfield. Elle est née à Dreux[131].
- Thomas Mekhiche, né en 1986 à Dreux, journaliste sportif.
- Yannick Lesourd, né en 1988 à Dreux, athlète français médaillé mondial en 2011.
- Mathilde Rivière, née en 1989 à Dreux, championne de lutte.
- Adrien Trebel, né en 1991 à Dreux, joueur professionnel de football.
- Bosh, né en 1992 à Dreux, rappeur et acteur français.
- Léa Le Garrec, né en 1993 à Dreux, joueuse internationale de football.
- Gauthier Mvumbi, né en 1994 à Dreux, joueur de handball.
- Guerschon Yabusele, né en 1995 à Dreux, basketteur professionnel, médaillé d'argent lors du Tournoi masculin de basket-ball aux Jeux olympiques d'été de 2020 à Tokyo.
- Séraphine Okemba, née en 1995 à Dreux, joueuse de Rugby à XV, médaillée d'argent lors du tournoi féminin de rugby à sept aux Jeux olympiques d'été de 2020 à Tokyo.
- Mélissandre Pain, née en 1995 à Dreux, championne du monde de cyclisme sur piste juniors 2013 (Keirin).

### Héraldique, logotype et devise

#### Blason actuel
| Blason de Dreux | Les armes de Dreux se blasonnent ainsi : « Échiqueté d’or et d’azur ». |

Les armes de la ville ont pour origines celles de la maison de Braine. Robert Ier, cinquième fils du Roi Louis VI le Gros reçut le comté de Dreux en apanage en 1137 et épousa, en troisièmes noces, Agnès de Baudement en 1152. Il prit pour armes celles de la maison de Braine et donna ses armes aux habitants de Dreux en 1154, sans la bordure de gueules. À la place, les branches de chêne prirent place sur un fond d’argent et surmonté de la couronne de comte. Au début du XXe siècle, l’ornement extérieur, qui était la couronne de comte placée en cimier, fut remplacée par la couronne murale en forme de murailles crénelées.

#### Logotype
La Ville de Dreux adopte d'abord un premier logo, représentant le blason de la ville. En 2020, le logo est modernisé mais ne sera pas véritablement adopté. En mai 2022, la mairie annonce qu'elle prépare un changement de logo officiel, sans le blason. Présenté en juin 2022, le nouveau logo est adopté le 6 septembre 2022.

Logo jusqu'en 2020.
Logo depuis 2020.
Logo depuis 2022.